# 何韻詩
何韻詩（英語：Denise Ho，1977年5月10日—），加拿大籍香港女歌手、演員及社運人士，大愛同盟創始成員之一，是香港樂壇首位公開出櫃的主流女歌手。出生於香港，11歲時隨家人移民加拿大並取得國籍。1996年在無綫電視（TVB）及华星唱片合办的第十五届新秀歌唱大赛夺冠后，签约华星唱片正式出道。
何韻詩於2001年正式推出個人首張EP《First》至今已推出12張錄音室專輯，歌曲內容涉及同性、精神疾病、弱勢群體、政治及其他社會議題，不論題材或音樂多樣性皆為香港樂壇少見，收獲包括叱咤樂壇女歌手金獎和我最喜愛的女歌手等多項大獎。2010年起，她將事業重心轉移台灣，推出《無名．詩》及《共存》兩張國語專輯，令她兩度入圍金曲獎最佳國語女歌手獎，是打入台灣樂壇的香港歌手代表。2011年為紀念正式出道十週年，與林奕華導演合作舞台劇《賈寶玉》，在香港、台灣、新加坡和中國大陸等地巡演超過一百場。2015年面對香港社會的轉變，她離開唱片公司，轉型為獨立歌手。
2014年，何韻詩分別支持「佔中」及台灣太陽花學運。2019年，何韻詩參與反送中運動，並與黃之鋒等人出席美國國會聽證會。2021年，何韵詩因涉串謀發布煽動刊物被上門拘捕，在被扣留超過30個小時後，於30號下午成功保釋。
作為香港樂壇參與社會運動為社會公義發聲的藝人，何韻詩在2016年被英國廣播公司評為年度百大女性，2020年國際婦女節前夕，日本《日經亞洲評論》以其作為雜誌封面，稱其為11位亞洲先驅女性之一。何韻詩的個人紀錄片《Denise Ho： Becoming the Song》於2020年6月25日至28日在Frameline Film Festival放映，7月1日北美地區上映，2021年6月5日在日本上映， 紀錄片還入選2020年第21屆東京新作家主義影展特別招待作品單元和2021年第31屆Melbourne Queer Film Festival放映作品。

## 生平
何韻詩1977年5月10日在香港出生，血型B型，曾就讀基督堂幼稚園及香港拔萃女小學，並曾為拔萃女小學的合唱團成員，11歲時跟隨家人移民加拿大滿地可，1996年回港參加無綫電視（TVB）及華星唱片合辦的第15屆新秀歌唱大賽後返回加拿大升讀魁北克大學蒙特利爾分校（Université du Québec à Montréal），主修平面設計（graphic design），但只讀了一個學期便返回香港展開她的歌唱事業。
她9歲時，家人帶她去香港體育館（紅館）看梅艷芳的演唱會，梅姐精湛的歌藝及舞台表現深深吸引著她，使她視梅為偶像，亦成了她日後踏進娛樂圈的動機，也對她的事業有所影響。
由於她在加拿大時於滿地可生活，她精通法文和英文。
她的事業並不是一帆風順，因為签约第一间唱片公司財務狀態不佳，出道五年才發行個人第一張EP，初出道時常被人誤認為音樂風格近似的盧巧音。

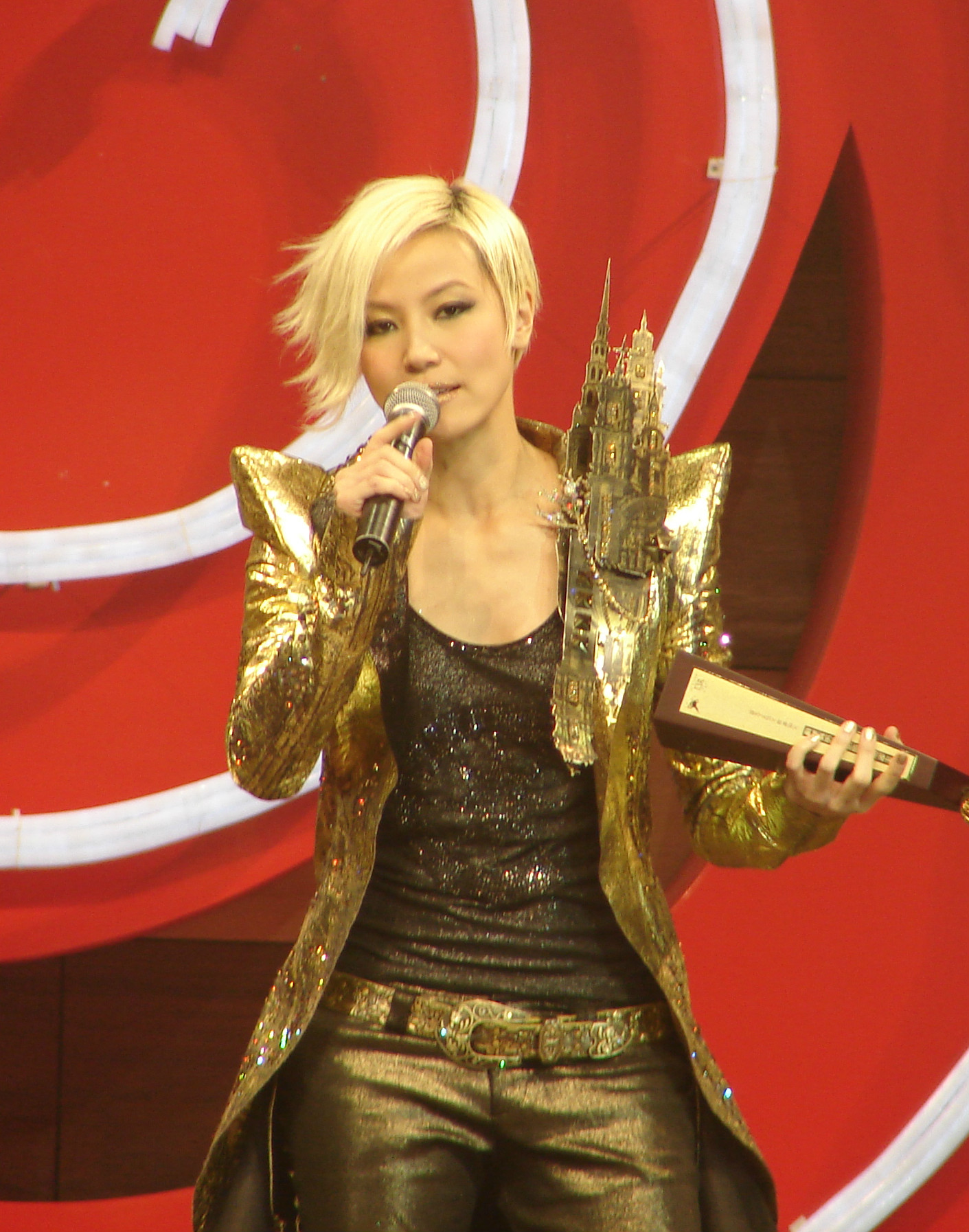
何韻詩在2006年度叱咤樂壇流行榜頒獎典禮獲獎

2007年初，她終於獲媒體認同，在2006年度《叱吒樂壇流行榜頒獎典禮》獲得「叱吒樂壇女歌手金獎」，正式奠定她在香港樂壇的地位，躋身一線女歌手行列。
2010年憑《無名·詩》專輯入圍第22屆台灣金曲獎「最佳國語女歌手獎」的五強，是香港少數入圍過此獎的女歌手之一。
除於2007年成立何韻詩慈善基金，致力教育支持者及年青一代貢獻社會、2008年製作圍繞社會議題，糅合音樂與藝術的《Ten Days In The Madhouse》概念大碟及推出《十日談》紀錄片作慈善售賣幫助香港弱勢社群外，更參與遊行，是香港演藝圈積極就香港樂壇及社會議題公開表達个人意見的歌手。
2012年11月10日何韻詩與父母、友人參與主題為「同志是敢的」（dare to love）香港同志遊行活動後，在活動舞台上公開表明自己的同志身份，正式出櫃。她是首位公開同性戀身份的香港女歌手。
2013年1月她與另一同志歌手黃耀明、立法會議員何秀蘭、陳志全、名媛趙式芝等成立非牟利團體「大愛同盟」（Big Love Alliance），提倡以大愛和包容的態度，致力為同志爭取平權及保護各階層同志的基本權益。
2014年1月，何韻詩在2013年叱咤樂壇頒獎禮上獲得「叱咤樂壇我最喜愛的女歌手」獎項。
2014年9月28日，何韻詩在雨傘運動期間多次留守雨傘運動佔領區，在2014年10月10日與其他文化界人士成立文化界監察暴力行動組，她為文化監暴召集人之一。12月11日，香港警方在雨傘運動金鐘佔領區作全面清場，何韻詩和其他泛民主派議員及示威者履行公民抗命，在金鐘佔領區及禁制令範圍外靜坐。其後，警方逐一帶走及拘捕留守人士，何韻詩亦是其中之一，她被捕時高呼「公民抗命，無畏無懼」，亦成為香港首位因抗命而被捕的藝人。12月12日，何韻詩和其他被捕人士被控非法集會並拘留了12小時，在與其他被拘留人士集體拒絕保釋後，獲警方無條件釋放。
2015年年初完約寰亞唱片後正式成為獨立歌手。近年來，何韻詩積極幫助年輕歌手發展，她的音樂公司goomusic簽約藝人包括創作歌手Kiri T和林聰，Kiri T先後在2019年和2021年推出了《Golden Kiri》和 《CHILI T》兩張個人專輯，主打英文歌曲，通過動聽撩人的歌聲及細膩的歌詞，把電子音樂及R＆B完美結合。林聰於2020年底發行了個人首張專輯《月人兒》，專輯概念由紀錄屬於月人兒的故事，並找尋這個維度裡的其他月人兒，開展到對現今社會現象的感受。
2015年受邀為蘋果日報撰寫專欄：詩與胡說，她在自己的作家介紹寫道：「野生菇一粒，活在娛樂圈邊境的自由人。從音樂起步，卻意外地透過創作與生活，看到生命的可能性。『希望』與『公義』就是自己的信仰。」並於2015年至2020年間出版了多本書籍包括專欄散文《就這樣認識了》、《接近獨行》、《行旅往後》以及《當你仍在這裡》。
2021年12月29日凌晨6時許，香港警務處國家安全處展開行動，拘捕《立場新聞》前任董事何韻詩，均涉嫌違反《刑事罪行條例》第9及10條串謀發布煽動刊物罪，於30日下午獲得保釋。

### 家人
何韻詩的父母均為退休教師。
母親黎小珍，退休前在聖士提反女子中學任教數學。
父親何德星（Henry Ho），出生於香港，1970年完成香港中文大學設計課程、羅富國及葛量洪師範學院文憑後，於1970年任教拔萃男書院18年，為美術科主任。1988年移民加拿大，最初做地產物業銷售生意，其後開設建築發展公司。2000年回流香港，只為一家團聚，女兒何韻詩參加新秀歌唱大賽獲勝，並回到香港追求音樂事業。何爸爸回港後與國內石化公司合作進口加拿大國家石油產品，後從事環保產品及汽車買賣生意。2010年初在香港及國內舉辦演唱會及娛樂事業，後從事美容健康行業。2014年，杜汶澤在無綫電視節目《女皇的盛宴》中表示，就讀中學的時候，何韻詩的父親何德星是教導自己美術課的老師。是故杜、何二人早已於加入娛樂圈前互相認識。
哥哥何秉舜自小學習鋼琴，畢業於巴黎高等音樂師範學院及加拿大魁北克省立音樂學院，主修鋼琴演奏，後投身於流行音樂事業，並加入青山大樂隊，一直為她製作唱片，合作至今。

## 事業

### 華星時期（1994年至2001年）
1994年，何韻詩參加新秀歌唱大賽蒙特利爾區選拔賽，並於比賽中獲得第一名，同年參與新秀歌唱大賽多倫多東區選拔賽，獲最佳台風獎。
1996年，何韻詩回港參加無綫電視及華星唱片合辦的第十五屆新秀歌唱大賽，並奪得冠軍，而比賽頒獎者正是她的偶像及評審梅艷芳，而獎品更是梅姐當年参加比赛時的比赛服。這實現了她與偶像見面的夢想，亦成為她們結為師徒的一大契機。
新秀歌唱大賽中的得獎者會獲得華星唱片的歌手合約，可是歌唱比賽後，因為財務不佳華星唱片並沒有為她推出唱片，在這段期間她作出多方面的嘗試，例如唱兒歌〈小丸子的心事〉，當旅遊節目主持，拍電視劇及電影，跟英師傅學結他，為梅艷芳的歌曲唱Demo。那時蔡一智監製梅艷芳的唱片，梅艷芳事忙錄音時間不夠用，何韻詩自動請纓替偶像唱Demo（示範錄音帶），據說因為梅艷芳聽Demo時聽得出用心而深受感動，決定收何韻詩為徒，成為了梅艷芳的唯一女徒弟，也曾經是她的和音歌手。1997年，不被重视的何韻詩被安排唱了卡通《櫻桃小丸子》的主題曲<小丸子的心事>，本人聲線與兒歌反差極大，却获得了成功。
直到1999年，何韻詩的事業有了轉機。梅艷芳非常賞識阿詩，邀請她在其演唱會中擔任和唱。兩人更在梅艷芳的個人大碟《Larger Than Life》中合唱一曲《女人煩》。其後，梅艷芳成立了自己的公司「Mui Music」，並正式宣佈收何為徒，阿詩成為了梅艷芳的唯一女徒弟。
此後，梅艷芳更給了不少工作機會何，除她繼續幫師傅唱Demo外，更於師傅的個人大碟《I'm So Happy》中擔任了大部份歌曲和音部份的工作，更替師傅寫了一曲《由十七歲開始...》，這些工作使阿詩有了很多機會去磨練歌唱技巧，使她在歌藝上有進步。2002年，於「梅艷芳極夢幻演唱會」上，梅艷芳因為有些小毛病一直未完全痊癒，擔心並非最佳的演出狀態，就派何韻詩鑽進台底拿著無線咪stand by，要是有什麼意外，徒弟隨時「聲援」師傅，像個隱形和音，每場Encore時才跑回台上聯同草蜢唱唱跳跳做特別嘉賓。
2001年，何韻詩受到唱片公司高層Gary Chan賞識，幫助她推出首張個人EP《first》。在這專輯裏，她以搖滾的獨特曲風加上鮮明的形像，使她在當年的各大樂壇頒獎禮上的新人獎項中奪圍而出。亦因她首張唱片的歌曲以搖滾曲風為主，有不少人將她定形為一位搖滾歌手。同年，何韻詩成立了個人音樂品牌Goomusic，所有她自己創作的作品，版權均屬Goomusic。
然而，推出了第一張個人專輯之後，何韻詩需要面對唱片公司改變業務的危機。華星唱片於2001年停止了音樂製作業務。

### 百代時期（2002年至2004年）
華星唱片停止音樂製作業務後，何韻詩於2002年簽約予百代唱片，在合約期間推出了1張EP及4張唱片。在新的唱片公司，有了新的拍檔，在歌曲製作上她也有了自主權，使到音樂風格作出了改變。在《Hocc²》中，大部份歌曲還是保留著初出道的風格。
到了大碟《Free{Love}》，為了迎合香港樂壇的大環境和唱片公司的要求，專輯內的歌曲變得商業。此舉成功地令她得到流行樂壇的認同，於出道翌年便得到商業電台《叱吒樂壇流行榜頒獎典禮》所頒發的「叱吒樂壇女歌手銅獎」及「叱吒十大第九位 - 再見露絲瑪莉」這兩個獎項。
此後，何韻詩以製作人及歌手的身份推出了個人大碟《Dress Me Up!》，做了一張屬於自己的專輯，成功地於自我和商業之間作出平衡，比較商業的歌曲《沙》及搖滾歌曲《元神出竅》亦能在各大電台的流行榜中取得冠軍位置。她也在當年，為梅艷芳擔任她生平最後一次演唱會和音工作。

### 東亞時期（2004年至2012年）
於2004年7月約滿百代唱片前發行了最後一張精選《The Best of HOCC》後，何韻詩於9月正式加盟東亞唱片，成為首位正式加盟東亞的女歌手，進入東亞唱片後，唱片公司給予更大的自由給何韻詩去做自己想做的音樂。
何韻詩在師傅梅艷芳離世後推出了《艷光四射》專輯，主題是向八十年代的樂壇巨星致敬，而碟中百變的形象及曲風被外界認為是要跟隨其師的風格，何韻詩在2011年接受訪問時亦表示，《艷光四射》那段時間跟最原本的自己最不像，但她認為只有通過這個致敬的過程，才能釋放感覺，體會到歌手的真正角色。不過更重要的是「青山大樂隊」在製作這專輯時正式組成，並成為了她的固定音樂班底，對她往後的音樂風格帶來了莫大的影響。
2005年9月，何韻詩作出新嘗試，親自策劃及監製舞台劇《梁祝下世傳奇》，於劇中擔任女主角，並推出同名原聲大碟。何韻詩的聲音與黃偉文的歌詞及青山大樂隊的音樂在此專輯擦出了火花，歌曲MV上首次與麥婉欣導演合作，使其成為了她近年最完美的一張主題專輯。推出後所帶來的迴響是意料之外的好，而音樂劇的成功亦為她的音樂事業打了一枝強心針，於2005年度《叱吒樂壇流行榜頒獎典禮》獲商業電台頒發「叱吒樂壇女歌手銀獎」。由於阿詩在2005年所出的兩張粵語大碟好評如潮及大賣，歌曲又大受歡迎和熱播，傳媒大眾開始將她列入天后級歌手，地位等同當年同是天后的好友楊千嬅和容祖兒。
2006年10月，東亞唱片為何韻詩於香港體育館行了她首個個人演唱會《Live In Unity》，外界反應非常熱烈，唱片公司因此在翌年1月為她再加開兩場演唱會。翌年4月，她更受邀請到美加舉行演唱會。演唱會的成功亦將她推到事業的第一個高峰，並在2006年度《叱吒樂壇流行榜頒獎典禮》獲商業電台頒發全年最高播放率之獎項「叱吒樂壇女歌手金獎」，正式奠定她在香港樂壇的地位。
2007年8月，何韻詩實行了《Music Matters》一系列計畫，不但舉行了個人音樂會《Music Matters HOCC Showcase》及大碟《What Really Matters》，並與在《梁祝下世傳奇 (專輯)》中合作過的導演麥婉欣再度合作，推出了與大碟主題配合的音樂錄影《Small Matters》。新的概念專輯大受歡迎，專輯不但獲得白金銷量佳績，而《木紋》一曲更於各樂壇頒獎禮中獲獎。此外，何韻詩開始發展她早於2001年成立的音樂品牌「Goomusic」，在新專輯裏起用了新作曲人Benson Fan。同年9月，何韻詩與東亞唱片合約期滿，唱片公司以八位數字與她續約。12月，與鄭秀文一起擔任2007亞洲遊戲展大使，並與Benson Fan合寫了主題歌曲《劍雪》。
2008年4月1日，何韻詩於銅鑼灣世貿中心舉行關於04-08年的個人回顧展覽，並開設為期七天的「Hall 1 C Shop」售賣紀念品，並於同日推出精選碟《Goomusic Collection 2004-2008》。年中，開設了Goomusic Studio。此Studio除了自用外，更會租給其他音樂人使用。
2008年是何韻詩的轉型年。踏入31歲，何韻詩對人生的看法有所改變，想傳遞多些社會訊息，因此在08年12月所推出大碟《Ten Days In The Madhouse》，主題皆圍繞社會議題；也再度與麥婉欣導演合作拍攝一套紀錄片《十日談》，並在2008年12月14日至翌年1月4日舉行《The Ten Days of Christmas》展覽作慈善籌款幫助弱勢社群。製作唱片期間，更參與由劉偉強導演的電影《游龍戲鳳》，並憑此片獲提名「第29屆香港電影金像獎」——「最佳女配角」。在「第29屆香港電影金像獎」中，本被提名最佳女配角的她，卻與謝霆鋒同奪得紅地毯「典禮最佳衣著獎」。
2009年2月8日，何韻詩延續上年年尾的企劃，除了關注弱勢社群外，還有灌輸快樂給大家，因此她於九龍拔萃男書院露天球場舉行了一場《快樂是免費的》音樂會，免費入場。九龍拔萃男書院是何爸爸昔日任教的學校，對何韻詩來說有一份情意結。至此，這個《Madhouse》project還未完結，為了讓更多人關注弱勢社群及精神病患康服者，她與麥婉欣到8間院校（7間大專1間中學）舉行了8場《十日談》放映會及座談會，希望學生們更瞭解有關計劃。
6月，自去年參與劉偉強導演的電影後，再次被電視台邀請與汪明荃及杜汶澤參與演出新處境喜劇《女王辦公室》(80集)，原本只拍60集，但拍攝途中被監製要求加至80集。此外，為配合10月的第二次個人演唱會而推出《舊約》，意為與三年前演唱會完結時與樂迷相約下次再見，並首次自行把此歌上載到自己網站及blog中，免費收聽全首。10月9日至12日，何韻詩於紅館舉行她第二個個人演唱會《何韻詩SUPERGOO演唱會2009》，屬《Madhouse》project的延續。演唱會主題曲為《金剛經》。為配合個唱主題Superhero，宣揚平凡人也可以是英雄的訊息，何韻詩推出大碟《Heroes》，發放正能量。何韻詩於演唱會向梅艷芳致敬的環節中表示，梅艷芳讓她發現了內在的Superhero，令她知道路該如何走下去；她希望能以歌手身份，將Superhero的正能量繼續發放下去。然而，何韻詩曾於訪問中表示，完成SUPERGOO演唱會2009後，她陷入了事業的低谷，一度覺得迷失和洩氣，認為自己無法融入香港的娛樂圈，甚至有過退出樂壇，了結演藝圈生命的念頭。
11月13日至16日，何韻詩參與林奕華導演的舞台劇《男人與女人之戰爭與和平》於香港首演，其後於12月開始於內地巡迴演出，亦因此而缺席由香港新城電台舉辦的樂壇頒獎禮。之後她前往臺灣生活了半年，為推出華語專輯作準備。
2010年何韻詩主力推出其首張華語專輯。另外，更獲著名杜琪峰邀請演出《奪命金》及客串麥婉欣導演的《東風破》。7月，為了更瞭解大中華華語市場的需要，她曾在台灣居住了數個月。10月1日（香港為9月30日），發行首張華語大碟《無名·詩》，並推出特別拼圖版本，港台歌迷迅即搶購一空。之後在台灣及中國多個城市做現場演出，希望當地樂迷以音樂重新認識剛出道的她。第一場便是參與台北的《第一屆女子搖滾音樂祭》，得到很好的反應，多位台灣音樂人都讚賞她的演出。之後更參與由城市畫報舉辦的《荒島音樂會》，這個音樂會以往都是由一些有實力有個人音樂風格的歌手作演出，曾參與與演出的有陳昇、盧廣仲等，這次何韻詩更一次在四個不同城市演出。最後在台北Legacy舉辦最終場演唱會做為此段宣傳之結束，並收錄在改版後的《無名·詩》裡。《無名·詩》大碟裡唯一一首廣東歌《鋼鐵是怎樣煉成的》於香港大受歡迎，成為何韻詩又一首代表作。
適逢出道十週年，何韻詩於2011年將朝粵語及華語流行曲作雙線發展，5月27日除推出華語單曲《Green》外，同日亦於台北The Wall舉行2011年首場《Taipei Live: Acoustic Sound 何韻詩「GREEN」單曲現場首賣會》。《Green》的意念是「人要懷有夢想，要勇敢向前，無論你正經歷什麼樣的生命階段，接下來踏出的每一步都抱持正面思維，由此刻起開始著手重寫你的生命樂章，你的嶄新一頁，就像冒出綠色的嫩芽一般，獲得養分，重新發芽，耐心灌溉，再長成，目標都是希望為大家提供生活上的能源，帶出熱愛生命的信息。」全碟收錄「青空」及「青蔥」兩首單曲，皆由蘇打綠青峰填詞。唱片公司更花六位數字為兩首MV及唱片封套取景台灣陽明山國家公園拍攝。
5月，何韻詩憑《無名·詩》專輯入圍第22屆台灣金曲獎「最佳國語女歌手獎」，大碟中歌曲《詩與胡說》亦入圍「最佳單曲製作人獎」，成為繼葉蒨文、林憶蓮、王菲、莫文蔚後入圍金曲獎的香港女歌手（同時是首位以首張華語專輯而入圍的女歌手），是新一代香港女歌手出征華語樂壇的又一成功案例。
何韻詩亦積極融入臺灣市場，出席大小綜藝節目如娛樂百分百、天才衝衝衝、大學生了沒、百萬大歌星等，希望讓臺灣樂迷更認識自己。

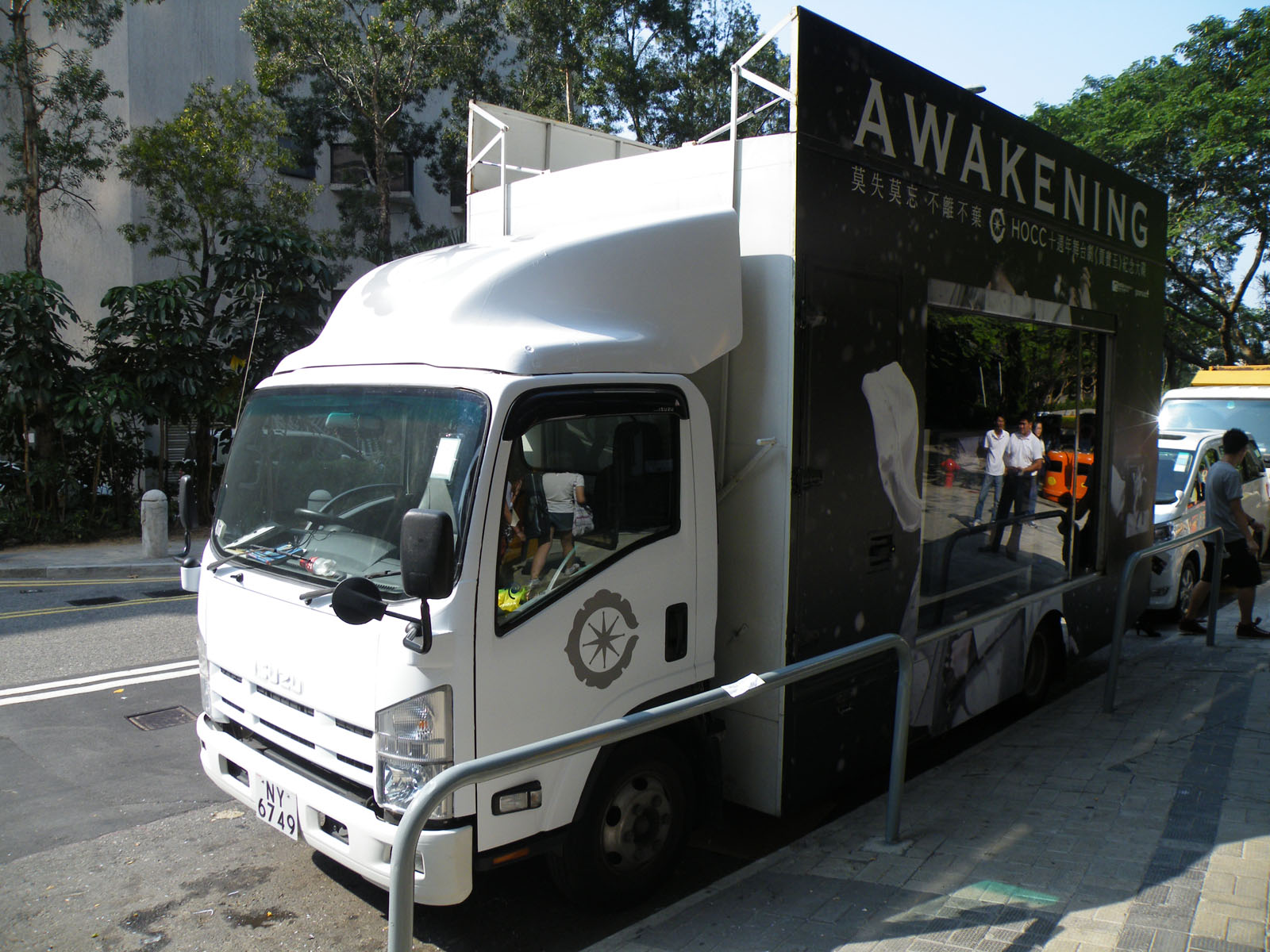
《賈寶玉》宣傳車

此外，為紀念入行十週年，何韻詩將於十月演出舞台劇《賈寶玉》，一共演出二十場，內容改編自紅樓夢，因為金牛座的何韻詩覺得自己在樂壇的十年裡，跟雙子座的賈寶玉性格和遭遇都很相似，不願長大，力保赤子之心。是次何韻詩除擔綱演出靈魂人物賈寶玉外，更邀得曾於男人與女人之戰爭與和平合作過的導演林奕華參與執導，黃詠詩編劇，及八位臺灣演員如周姮吟（飾薛寳釵）、路嘉欣（飾林黛玉）、趙逸嵐（飾琪官）等參與演出十二金釵，因而經常穿梭中港台三地排練及商討劇本。事隔六年再涉足舞臺劇，首十場門票於四十五分鐘已全部售清，其後加開十場也火速爆滿，何韻詩與十二金釵演出亦廣獲好評。
在臺灣排練的期間，何韻詩於2009年參與的電影，由杜琪峰執導的奪命金入圍了第68屆威尼斯國際電影節，她特意抽空跟隨大隊到威尼斯參展。
10月10日，何韻詩推出了以舞台劇《賈寶玉》為主題的大碟《Awakening》。何韻詩與林奕華亦於香港青年協會李兆基書院舉辦「賈寶玉」講座。

### 寰亞時期（2012年至2015年）
《賈寶玉》將於2012年作一整年的亞洲巡演，計劃涉足香港、中國內地、台灣及新加坡等地。
2012年2月，《賈寶玉》二度重演，以香港演藝學院為首站（共演九場），並於廣州大劇院（3月30-31）、蘇州文化藝術中心（4月7-8）、杭州劇院（4月13-14）、上海文化廣場（4月19-22）、北京北展劇場（4月29-5月1）、成都錦城藝術宮（5月5-6）、蘭州甘肅大劇院（5月11-12）、重慶人民大廈會堂（5月18-19）及深圳保利劇院（5月25-26）巡演。於上海公演期間，何韻詩與十二金釵出席了現代戲劇谷頒獎禮，而導演林奕華則憑《男人與女人之戰爭與和平》獲得2010戲劇大賞最佳導演獎。舞臺劇製作紀錄片《夢 還沒有完》亦於三月初發行，是一套「紀錄著夢想、旅程、愛、勇氣及醒覺的追尋過程，關於你、關於我、關於世上千千萬萬人、關於戴著彩色鏡框俯瞰世界的孩子們」的九十分鐘影片。除廣州站為粵普雙語演出外，其餘場次皆為全國華語版本。何韻詩也特此灌錄了《Awakening (紀念華語大碟)》舞臺劇華語專輯，並於5月11日發行。
此外，何韻詩亦於2月參演由邵氏影城有限公司與電視廣播有限公司合作拍攝的賀歲喜劇電影《2012我愛HK 喜上加囍》（英：I Love Hong Kong 2012），擔任主角郭晶晶，與樂易瓦（黃宗澤飾）展開一段愛情。同月她也為填詞人好友黃偉文的六場Concert YY 黃偉文作品展音樂會擔任演唱嘉賓。
5月，何韻詩憑奪命金獲「第十二屆華語電影傳媒大獎」最佳女配角獎,更在10月獲「第49屆台灣金馬獎」和「第55屆亞太影展」提名最佳女主角。
7月，久未舉辦音樂會的何韻詩與蕭敬騰於香港會議展覽中心舉行一連兩場的《何韻詩X蕭敬騰 異人世界演唱會 Rock n Roar Live》。同月何韻詩也參與拍攝了中國中央電視台《奧運夢想盛典》節目，迎接2012年倫敦奥运会。
9月，《賈寶玉》將作第二回亞洲巡演。何韻詩正籌備第二張華語專輯，預計於年底推出。 《寶玉遊記 When Spring Came》2012年9月出版，內地巡演遊記，四十四篇隨想，三百多張照片，三百多頁，紀錄何韻詩與十二金釵兩個多月來的點滴。
11月10日，何韻詩在香港同志遊行後正式公開同性戀者身份，成為首位公開同性戀身份的香港女歌手。
11月13日，何韻詩推出華語單曲無臉人，秉承發放更多正能量的理念。同年12月6日，於台北市西門大河岸舉辦《hocc「無臉人」acoustic showcase》，門票於2分鐘内全部售罄。
2013年1月11日，何韻詩與另一同志歌手黃耀明、立法會議員何秀蘭、陳志全、名媛趙式芝等宣佈成立非牟利團體「大愛同盟」（Big Love Alliance），提倡以大愛和包容的態度，致力為同志爭取平權及保護各位置同志的基本權益。同時，團體為表達對香港政府就「不同性傾向平等權利」咨詢法案遲遲未有進展的不滿而發起的「撐同志，反歧視」一人一照行動，於社會獲得廣泛反響，多位中外名人響應行動，拍照支持。
2月，香港號外雜誌以 「港中台的同志驕傲之路」（Gay and Proud）為專題，由何韻詩親筆剖白自己由發現到公開同志身份的心路歷程。
3月15日，何韻詩繼《無名·詩》後推出第二張華語大碟《Coexistence 共存》，以大愛為題，由台灣樂團蘇打綠主音吳青峰包辦整張專輯的十首歌詞。這是2008年的《Ten Days In The Madhouse》發放正能量的延續。何韻詩吸收了5年前的經驗，是次回歸社會最原始的個體「你」和「我」，從自身出發，探討大時代下的喜怒哀樂，同時傳遞「若我們希望衝破黑暗，我們必須力求共存，並且學會彼此照顧」的信息。此外，為了配合專輯主題，唱片製作團隊特別搭建了能建構出「共存」二字的遊樂場，並與小朋友共同拍攝，呈現何韻詩的赤誠之心。
何韻詩於2013年10月19日至21日舉辦她個人第三次紅館演唱會MEMENTO，意為追憶，適逢梅艷芳逝世十年，何韻詩表示希望藉此向其師致敬，並透過次演唱會尋回最初的赤子之心。
何韻詩亦在10月18日發行翻唱專《Recollections》，收錄歌曲全為梅艷芳歌曲，何韻詩改編後翻唱，並將全數收益撥捐「香港癌症基金會」（梅艷芳死於子宮頸癌），成為繼《艷光四射》後，再次向梅致敬的作品。
11月23日，獲邀擔任第五十屆金馬獎頒獎典禮演出嘉賓， 以粵語﹑台語及國語獻唱三首經典金曲。

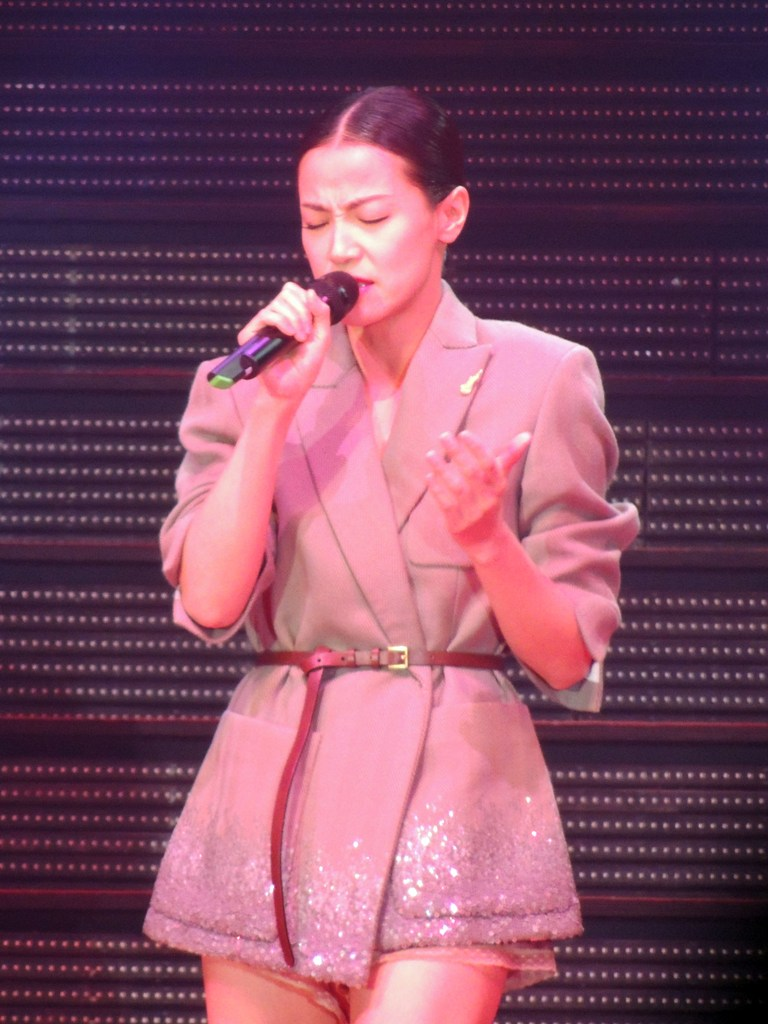
何韻詩在2013年度叱咤樂壇流行榜頒獎典禮獲獎

2014年1月1日何韻詩獲得2013年度叱咤樂壇流行榜頒獎典禮「我最喜愛的女歌手」，這是何韻詩首次獲得該獎項，同時她也成為第五位獲得過叱咤樂壇女歌手金獎和叱咤樂壇我最喜歡的女歌手兩項大獎的女歌手。
5月16日-17日何韻詩於台北台大綜合體育館舉辦Memento 演唱會，作為 Memento Live Tour海外巡演第一站。
5月何韻詩憑第二張華語專輯《Coexistence 共存》再次入圍第25屆台灣金曲獎「最佳國語女歌手獎」。
6月28日第25屆流行音樂金曲獎頒獎典禮於台北小巨蛋舉行，何韻詩作為頒獎嘉賓頒發最佳專輯包裝和最佳音樂錄影帶獎。

### 獨立時期（2015年至今）
2015年3月24日，何韻詩於其Facebook專頁及其在香港《蘋果日報》撰寫之專欄宣布自己約滿寰亞唱片，即日起轉型為獨立歌手。獨立之後何韻詩和goomusic團隊自資舉辦了多次活動，如：在台灣舉辦多場「Reimagine Live」音樂會和與nomad nomad合辦「有種市集」，多半所得捐入何韻詩慈善基金會。
2015年8月19日至24日在香港伊利莎白體育館舉行了六場《Reimagine HK（十八種香港）》演唱會，今次演出有一班義氣仔女台前幕後俠義幫助，令演唱會舉行成功。
何韻詩于2016年10月7日—10月10日在香港紅磡體育館成功舉行了一連四場的《Dear Friend》演唱会，反響熱烈，門票一經開售快速售罄，這是她十年內的第四次紅館個人演唱會，演唱會籌備之初困難重重，申請紅館多次遭拒，没有大財團贊助，因而創造性的發起「集體獨家贊助」模式，一舉打破了大財團壟斷紅館演唱會贊助的歷史，最終一共獲得了超過兩百家的集體贊助。
2016年底何韻詩被BBC評選為「2016年全球百大女性」。
2017年年底至2018年初，何韻詩在英國、臺灣、美國和加拿大等地完成多場《Dear Self Dear World》世界巡迴演唱會。她原定計畫在四月前往馬來西亞舉辦演唱會，但因其LGBT身份遭到馬來西亞移民局拒發簽證。
2018年5月推出自己首次作詞的新歌《極夜後》，並於年底在香港科學園成功舉辦了六場「On the Pulse of」HOCC 2018年演唱會、音樂節、市集。受邀出席On the Pulse of 音樂節的台灣閃靈樂團因政治立場被香港入境處拒絕簽發工作簽證，何韻詩於個人社交媒體批評入境處的做法，並在其後的演唱會中以視頻連線的方式和閃靈樂團實現了合唱。
2019年1月推出由老搭檔黃偉文填詞的新歌《代你白頭》紀念已故好友盧凱彤。
5月何韻詩與閃靈樂團合作的台語歌《烏牛欄大護法（望天版）》入圍30屆金曲獎「年度歌曲」獎項。
5月27日何韻詩受邀出席奧斯陸自由論壇（英語：Oslo Freedom Forum），發表題為《Under the umbrella：Creative dissent in Hong Kong》的演講。
6月與一眾港台音樂人包括黃耀明、滅火器、大支等近20個音樂單位合作，由港台知名音樂作詞人武雄、林夕填詞、董事長樂團主唱吳永吉作曲，跨海串聯「撐港」，推出了為香港反送中運動加油打氣的歌曲《撐》。
9月17日，何韻詩連同黃之鋒等人獲邀到美國國會出席聽證會，期間獲眾議院議長南希·佩洛西接見。
12月，受邀參與Tedwomen，發表了《Music and art in a time of protest》的演講，講述抗爭中藝術的重要性。
2020年3月國際婦女節前夕，日本雜誌《日經亞洲評論》 研調選出了11位在政治、商業、社運和藝文等領域的亞洲先驅女性，何韻詩成功入選，並成為當期雜誌的封面人物。雜誌認為香港歌后何韻詩成為香港首位公開出櫃的女歌手，經常成為仇恨言論攻擊對象，卻從未妥協，面對強權打壓繼續堅持歌唱事業和為世界各地的每個人，特別是為女性發聲，是真正的鬥士。
疫情期間，何韻詩為留家抗疫的歌迷和香港人打氣，於4月11日晚上在自己的 Facebook 和 YouTube 同步直播「生於亂世 有種Live」網上演唱會，高峰時兩平台合共吸引逾 4 萬人觀看，成為城中熱話，翌日該演唱會影片成為香港區YouTube發燒影片第一。
6月，由美國導演Sue Williams執導拍攝的何韻詩個人紀錄片Denise Ho : Becoming the Song在美國的Frameline Film Festival放映，7月1日北美上映。紀錄片講述了何韻詩從知名歌手到政治活動家的非凡旅程。
從3月開始因為疫情居家抗疫的緣故，何韻詩和著名編劇黃詠詩固定每週推出podcast——菇武門系列，暢談生活瑣事和人生經驗，內容詼諧逗趣、主題豐富，吸引了眾多聽眾，節目穩居香港區podcast 排名前十和熱門單集榜單前列。
12月底，何韻詩會員制個人網站Goomomoon.com試運行，次年1月正式上線。網站內容包括新鮮資訊、日常短片、生活技能、歌曲翻唱、線上直播、社區論壇等板塊。
2021年9月，何韻詩計劃於9月8日至12日在香港藝術中心壽臣劇院舉辦一連七場的「你尚未成為的」Hocc Shouson Live 2021，門票於8月13日早上10:00公開發售，兩分鐘內全部售罄。但開騷前 8 日，突然收到香港藝術中心通知取消租借場地，藝術中心引用條款指出，如租借場地可能危及公共秩序或公共安全，有權取消租借場地。何韻詩旗下的 goomusic 指出，表演絕無危害公眾秩序及安全的可能性，無法認同藝術中心的決定，並決定於 9 月 12 日晚上 8 時舉行網上演唱會。

## 政治參與

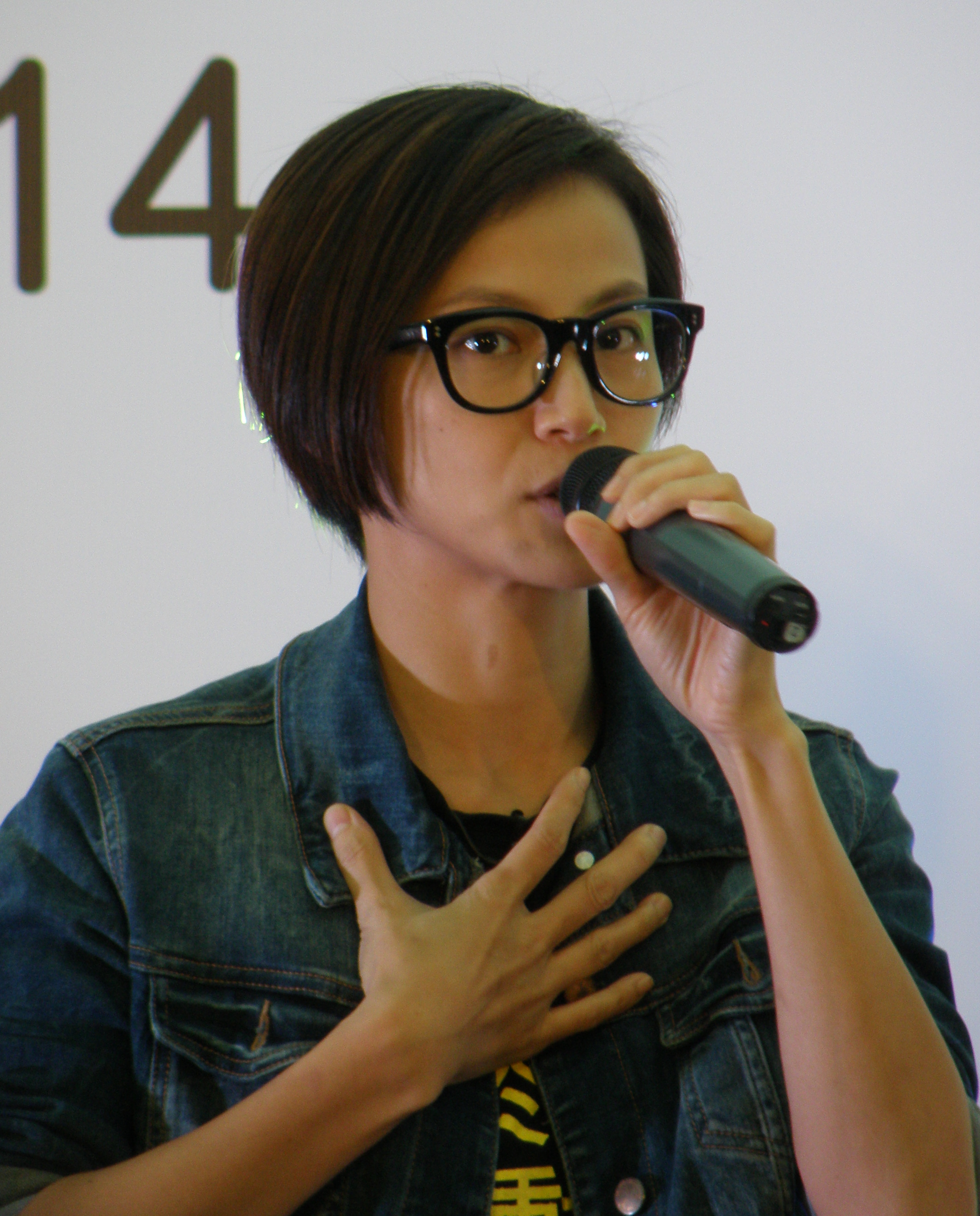
2014年，何韻詩在雨傘革命中發言

何韻詩被一般大眾視為民主派人士，特別在2014年起開始為香港和台灣的政治議題發聲。因此她近年經常遭到中國政府和親中人士的批判並被中國當局封殺，這使何韻詩失去了中國大陸市場，中國大陸的音樂平台也無法找到她的任何歌曲。據大公報等媒體報導，目前何韻詩也已經受到「執法單位」關注是否違反港區國安法。

### 力挺太陽花學運
2014年3月台灣爆發太陽花運動，何韻詩在Instagram和臉書多次發言表示支持反服貿，替抗爭的學生加油打氣，並說自己確實愛台灣。
10月，其微博被销号，但自称已多年没用，不在乎。
2015年3月29日何韻詩以獨立歌手身分來台，參與《大港開唱》演出，以標準的台語演唱「太陽花學運」的主題曲《島嶼天光》，唱完《島嶼天光》後，大喊：「台灣加油！」接著也自嘲，這陣子大概真的沒辦法去大陆演出了。

### 蘭蔻音樂會事件
何韻詩原本要在2016年6月19日，演唱一場由香港蘭蔻所辦的音樂會，何韻詩6月2日在Facebook宣佈了這場演出安排。6月4日新浪新聞中心刊發一篇報道，聲稱有網民就此事向編輯爆料。文章並配發了何韻詩之前在社交媒體上發佈與達賴喇嘛的合照 。6月4日早上《環球時報》在微博發帖：「有網友爆料，在內地熱銷的漱口水品牌李施德林，以及蘭蔻化妝品，近日在香港新推出的品牌推廣活動中，皆請了支持港獨，並且上周又在日本力挺藏独頭目的何韻詩做代言活動......你們怎麼看？」包括《環球時報》在內的中國媒體與網民群起指責蘭蔻起用「支持『港毒藏毒』的藝人」。上百中國網民隨即在蘭蔻中國的官方微博上留言指責，要求蘭蔻退出中國市場。中國蘭蔻緊急與何韻詩切割，在微博上發表聲明稱何韻詩並非蘭蔻之代言人，6月5日香港蘭蔻則以「安全因素」為理由取消了該場音樂會。何韻詩發出聲明，認為蘭蔻需要為取消給出說明。香港電訊盈科有限公司旗下的Moov網站在其Facebook上刊登廣告稱：「何韻詩，永久錄用！」電訊盈科現任主席兼執行委員會主席為李嘉誠幼子李澤楷。電訊盈科集團6月8日回應說，李澤楷「堅決反對港獨」，MOOV網站「無意涉及政治」。6月8日港人發起大規模抗議要求蘭蔻道歉，
並發起抵制蘭蔻及其母公司L'Oréal，導致蘭蔻部分門市「被休息」一天，並延燒至法國社交網路，出聲要抵制蘭蔻商品。此事件引來國際媒體的關注，眾多法國主流媒體報道了蘭蔻因取消何韻詩演出而被香港民眾抵制一事。《世界報》的標題是《蘭蔻：180度轉身的氣味》，《解放報》的標題則是《蘭蔻在香港對北京屈服》。主打財經新聞的《回聲報》認為蘭蔻此番陷入進退維谷的境地，「突出體現了在遭遇北京設定的言論自由紅線時，中國式市場經濟的限制。」 何韻詩7日接受BBC World電視直播訪問，她表示，香港藝人面對著艱難的環境，不少人選擇「自我審查」，不敢為自己發聲。但她沒有想過像歐萊雅和蘭蔻這樣的國際大品牌也會屈服於中國官方媒體的壓力之下。何韻詩認為，蘭蔻作為國際品牌，應該捍衛自己價值與道德標準，不該向壓力屈服。她承認自己因政治立場而失去中國這個大市場，但也得到很多港人支援和尊重。19日何韻詩在上環POHO區，同日、同地自行舉辦一場「有種的漂亮 The Beauty of WE」音樂會，逾三千人到場力挺，塞爆現場。何韻詩特別向銅鑼灣書店店長林榮基致謝。
同年，何韵诗的歌曲在中国内地各网站被下架，她本人的百度百科词条也被删除。

### 2019年佔領立法會事件
2019年7月1日，部分反對特區政府計劃修訂《逃犯條例》的激進年青示威者衝入立法會大樓。何韻詩事後在社交網絡發文支持年青人，但隨即被本土派人士指有關言論與2014年雨傘運動時期何韻詩參與成立「文化監暴」、針對激進年青人及狙擊佔旺人士，並2014年11月19日HOCC臉書發文的立場背道而馳。本土派人士認為何韻詩是「今天的我打倒昨天的我」，企圖「搶奪社運光環」，應首先向當日被她加害的激進青年道歉。
不過，「文化監暴」2014年成立時發表的聲明表示，支持佔領中環期間在街頭和平抗爭的群眾，並注意到政府在事件中濫用暴力、迴避對話、推卸責任及散布謠傳的做法，希望號召不同界別發聲，制止一切加諸和平抗爭者身上的暴力。

### 聯合國人權理事會游說
2019年7月8日應邀上聯合國人權理事會，就香港反送中一事發言，指责中共对香港的欺骗性承诺，呼吁国际社会对中国政府施压，促使北京尊重香港人的权利。她提到：“联合国是否会召集紧急会议保护香港人民？ 考虑到中国的践踏，联合国是否会把中国从人权理事会除名？”僅兩分鐘的演講期間，何韻詩两次被中国常驻联合国代表团的官员戴德茂打断。其中，第一次打断是由于将“香港”和“中国”并列，中方代表认为其挑战一个中国原则；第二次打断则是中方認為其發言無端攻擊和侮辱一国两制制度，而她称「一國兩制面臨破產」。次日，中华人民共和国外交部新闻发言人耿爽在记者会上对此事作出回应，表示何韵诗的言论是“痴心妄想，不自量力”。

### 在美國國會聽證會上發言

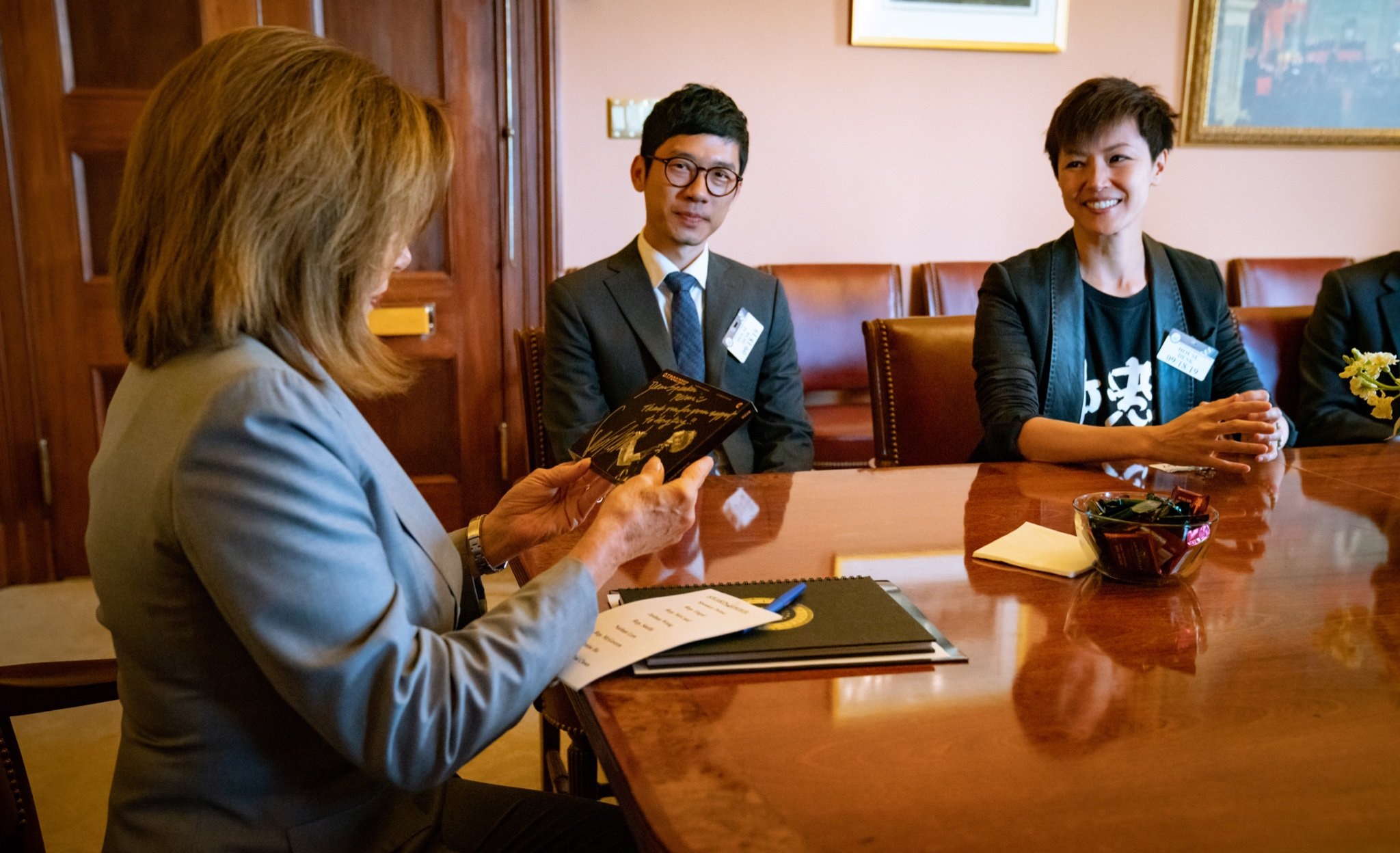
何韻詩（右）及羅冠聰會見美國眾議院議長南希·佩洛西

2019年9月17日，何韻詩獲邀出席美國國會聽證會，批評警察濫用暴力，亦指行政長官林鄭月娥錯判局勢和傲慢的態度，不但拒絕以政治手段解決問題，反而給予警察權力，鎮壓示威者。她表明今天的香港已淪為警察城市，年輕就是罪。最後，何韻詩引述美國前總統羅斯福夫人的說話：「只有面對恐懼才能獲得力量、勇氣和信心」、「正因如此，我們現在無畏無懼」，並呼籲議員通過《香港人權及民主法案》。香港政府表示對他們在聽證會上作出嚴重失實指控深表遺憾，而中國外交部發言人耿爽亦批評何韻詩等人挾洋自重、反中亂港，敦促美方不要干預中國的內部事務。

### 遭人泼漆
2019年9月27日，何韻詩前往臺北市參加當地的全球反極權大遊行活動。一名蒙面男子趁著記者在採訪，突然將一瓶紅漆倒在何韻詩頭上，之後連同另一位涉案男子被在場警察逮捕。經核實，潑漆男子是親北京統派政党中華統一促進黨黨部主委胡志偉。何韻詩事後鎮靜接受訪問，借襲擊行為證明香港人每天都要面臨的威脅，強調香港人不會退縮和懼怕，又說事件反映親中人士的質素甚低。何韻詩決定控告向她潑漆的犯人，以求讓更多人明白香港及台灣的處境，同時亦彰顯公義。
其後，台北警方再拘捕另外7人，證實事件為有預謀行動，他們亦曾策劃以水槍向何韻詩射餿水。警方再度拘捕兩名無幫派背景、在事件中負責掩護的兩名犯嫌，因此案件落案人數增至11人。
9月30日，台北法院裁定涉案的胡志偉及梁太富組織犯罪等部分檢方舉證不足，且對妨害名譽及毀損認罪，沒有羈押必要，裁定兩人分別以新台幣20萬元和10萬元交保。台北地檢署認為兩人帶有組織犯罪的嫌疑，提出抗告，最終台灣高等法院駁回抗告，全案交保確定。九位共犯中，檢方諭令陳男新台幣15萬元交保，另外八人則分別以1萬元至5萬元不等金額交保。

### 612基金停運後被追究與取消場地租借
2021年8月，在612人道支援基金宣布停止運作後，身為信託人的何韻詩開始受到《星島日報》與《大公報》等媒體多次點名攻擊。報導稱，何已被「執法部門」關注其個人行為是否違反港區國安法，並在社論中強烈批評香港藝術中心壽臣劇院租借場地予何舉辦「你尚未成為的」演唱會，包含《星島日報》在社論中稱「沒有理由把場地租給她作公眾活動」。
2021年9月1日，何韻詩表示，香港藝術中心「依場地租借合約條款」臨時取消壽臣劇院的場地租用，因此將取消現場演出，但9月12日的線上演唱會部分將如期舉行。
2022年5月11日，警方國安處以涉嫌「勾結外國勢力罪」逮捕612基金五名信託人許寶強、吳靄儀、何秀蘭、陳日君及何韻詩。
2022年11月25日，五名信託人及秘書被西九龍裁判法院裁定犯「沒有在指明時限內申請註冊或豁免註冊社團」罪，五名信託人陳日君、吳靄儀、許寶強、何秀蘭及何韻詩各罰款4000元，秘書施城威罰款2500元。除施城威外之五人不服定罪上訴，上訴排期至2025年1月審理。

### 涉串謀發布煽動刊物被上門拘捕
2021年12月29日凌晨6時許，香港警務處國家安全處就《立場新聞》涉嫌違反《刑事罪行條例》第9及10條「串謀發布煽動刊物罪」，展開拘捕行動。香港警方對包括《立場新聞》前總編輯鍾沛權、周達智、吳靄儀、方敏生、何韻詩和林紹桐共7人進行拘捕和搜查。香港警方在何韻詩的住所進行了約2個小時的搜查，並沒收她的手機、電腦，以及身份証和護照。何韻詩随後透过Facebook發文，她被帶到西區警署。在被扣留超過30個小時後，於30號下午成功保釋。

### 參與國際會議和論壇
- 2019年5月- 奧斯陸自由論壇 Oslo Freedom Forum (奧斯陸)
- 2019年7月 – 聯合國人權理事會 United Nations Human Rights Council's meeting (日內瓦)
- 2019年8月 – Singularity University's (SU) annual Global Summit (舊金山)
- 2019年9月 – Antidote 2019 by Sydney Opera House (悉尼)
- 2019年9月 – "Be Water: Hong Kong vs China" Seminar with Badiucao (墨爾本)
- 2019年9月- 奧斯陸自由論壇Oslo Freedom Forum（臺北）
- 2019年10月- 奧斯陸自由論壇 Oslo Freedom Forum（紐約)
- 2019年12月- TEDWomen — Brilliant and Bold（棕櫚泉）
- 2020年2月- Geneva Summit for Human Rights and Democracy(日內瓦)

## 音樂作品

### 錄音室專輯
- Free Love（2002年）
- Dress Me Up!（2003年）
- 艷光四射（2005年）
- 梁祝下世傳奇（2005年）
- Our Time Has Come（英语：Our Time Has Come）（2006年）
- What Really Matters（2007年）
- Ten Days in the Madhouse（2008年）
- Heroes（2009年）
- 無名·詩（2010年）
- Awakening（2011年）
- Awakening 賈寶玉（2012年）
- 共存（2013年）
- Recollections（2013年）

### 派台歌曲成績
| 派台歌曲成績（四台）          | 派台歌曲成績（四台）                   | 派台歌曲成績（四台） | 派台歌曲成績（四台） | 派台歌曲成績（四台） | 派台歌曲成績（四台） | 派台歌曲成績（四台）                                         | 派台歌曲成績（四台）                                         |      |
| ----------------------------- | -------------------------------------- | -------------------- | -------------------- | -------------------- | -------------------- | ------------------------------------------------------------ | ------------------------------------------------------------ | ---- |
| 唱片                          | 歌曲                                   | 903                  | RTHK                 | 997                  | TVB                  | 備註                                                         | 備註                                                         |      |
| 1999年                        |                                        |                      |                      |                      |                      |                                                              |                                                              |      |
| Larger Than Life              | 女人煩                                 | 5                    | -                    | -                    | -                    | 與梅艷芳合唱                                                 | 與梅艷芳合唱                                                 |      |
| 2001年                        |                                        |                      |                      |                      |                      |                                                              |                                                              |      |
| First                         | 千千萬萬個我                           | 5                    | 10                   | 7                    | -                    |                                                              |                                                              |      |
| First                         | 光榮之家                               | 5                    | 3                    | 1                    | 1                    |                                                              |                                                              |      |
| First                         | 神經痛                                 | 6                    | 9                    | 3                    | 10                   |                                                              |                                                              |      |
| First                         | 無賴                                   | 13                   | -                    | 10                   | ×                    |                                                              |                                                              |      |
| 十九樓½的夏天歌舞劇原聲大碟   | 十九樓半的夏天                         | 1                    | -                    | -                    | ×                    | 與森美、小儀、梁漢文合唱                                     | 與森美、小儀、梁漢文合唱                                     |      |
| 十九樓½的夏天歌舞劇原聲大碟   | 十九樓的另一半                         | 6                    | -                    | -                    | ×                    | 與森美、小儀、梁漢文合唱                                     | 與森美、小儀、梁漢文合唱                                     |      |
| hocc²                         | 迷你與我                               | 14                   | 9                    | 2                    | 6                    |                                                              |                                                              |      |
| 2002年                        |                                        |                      |                      |                      |                      |                                                              |                                                              |      |
| hocc²                         | 天使藍                                 | 2                    | 1                    | 1                    | 1                    | 三台冠軍歌                                                   | 三台冠軍歌                                                   |      |
| hocc²                         | 水花四濺                               | 4                    | 5                    | 4                    | 5                    |                                                              |                                                              |      |
| hocc²                         | 未來                                   | 6                    | 14                   | 5                    | -                    |                                                              |                                                              |      |
| free{love}                    | 勁愛你                                 | 2                    | -                    | 2                    | -                    | 與Shine合唱                                                  | 與Shine合唱                                                  |      |
| free{love}                    | 再見...露絲瑪莉                        | 1                    | 2                    | 2                    | 1                    |                                                              |                                                              |      |
| free{love}                    | Shampoo                                | 4                    | 7                    | 4                    | 6                    |                                                              |                                                              |      |
| free{love}                    | 我會選擇C                              | 17                   | -                    | -                    | ×                    |                                                              |                                                              |      |
| 2003年                        |                                        |                      |                      |                      |                      |                                                              |                                                              |      |
| Roundup                       | 兄弟                                   | 5                    | 2                    | 3                    | -                    |                                                              |                                                              |      |
| Roundup                       | 我找到了                               | 3                    | 3                    | 1                    | 2                    |                                                              |                                                              |      |
| Roundup                       | 絕對                                   | 4                    | 3                    | -                    | 9                    |                                                              |                                                              |      |
| Roundup                       | 有得做                                 | 13                   | -                    | -                    | ×                    |                                                              |                                                              |      |
| 唔該，救救我（火紅火熱版）    | 火紅火熱                               | 2                    | 3                    | -                    | 2                    | 與楊千嬅、梁漢文、鄭中基合唱                                 | 與楊千嬅、梁漢文、鄭中基合唱                                 |      |
| Dress Me Up!                  | 沙                                     | 1                    | 1                    | 1                    | 3                    | 三台冠軍歌                                                   | 三台冠軍歌                                                   |      |
| Dress Me Up!                  | 元神出竅                               | 1                    | 3                    | 3                    | 9                    |                                                              |                                                              |      |
| 2004年                        |                                        |                      |                      |                      |                      |                                                              |                                                              |      |
| Dress Me Up!                  | 娃鬼回魂                               | 1                    | 2                    | 4                    | -                    |                                                              |                                                              |      |
| The Best of HOCC              | 一秒                                   | 2                    | -                    | -                    | ×                    | 與方力申、Mini合唱                                           | 與方力申、Mini合唱                                           |      |
| Dress Me Up!                  | 我是芭比                               | 16                   | -                    | -                    | ×                    |                                                              |                                                              |      |
|                               | 曼克頓之星                             | 15                   | -                    | -                    | ×                    | 與梁漢文、森美、小儀合唱                                     | 與梁漢文、森美、小儀合唱                                     |      |
| The Best of HOCC              | 畸                                     | 12                   | 15                   | -                    | 7                    |                                                              |                                                              |      |
| The Best of HOCC              | Happy Ending                           | -                    | -                    | -                    | -                    |                                                              |                                                              |      |
| 艷光四射                      | 艷光四射                               | 3                    | 2                    | 1                    | 2                    |                                                              |                                                              |      |
| 艷光四射                      | 如無意外                               | 1                    | 1                    | 2                    | 1                    | 三台冠軍歌                                                   | 三台冠軍歌                                                   |      |
| 2005年                        |                                        |                      |                      |                      |                      |                                                              |                                                              |      |
| 艷光四射                      | 你是八十年代                           | 3                    | 1                    | 4                    | -                    |                                                              |                                                              |      |
| 韓城攻略 電影原聲大碟         | 我是現在                               | -                    | -                    | -                    | ×                    | 《你是八十年代》國語版                                       | 《你是八十年代》國語版                                       |      |
| 艷光四射                      | 明目張膽                               | 9                    | 11                   | -                    | -                    |                                                              |                                                              |      |
| 梁祝下世傳奇                  | 化蝶                                   | 1                    | 3                    | 1                    | 3                    |                                                              |                                                              |      |
| 梁祝下世傳奇                  | 勞斯．萊斯                             | 1                    | 1                    | 2                    | 1                    | 三台冠軍歌                                                   | 三台冠軍歌                                                   |      |
| 梁祝下世傳奇                  | 汽水樽裡的咖啡                         | 13                   | 11                   | 10                   | -                    |                                                              |                                                              |      |
| 梁祝下世傳奇                  | 禁色                                   | -                    | -                    | -                    | ×                    | 翻唱達明一派歌曲                                             | 翻唱達明一派歌曲                                             |      |
| Our Time Has Come             | 圓滿                                   | 7                    | 2                    | 3                    | 1                    |                                                              |                                                              |      |
| 2006年                        |                                        |                      |                      |                      |                      |                                                              |                                                              |      |
| Our Time Has Come             | 花見                                   | 2                    | 3                    | 1                    | -                    |                                                              |                                                              |      |
| Our Time Has Come             | 願我可以學會放低你                     | 1                    | 1                    | 3                    | 1                    | 三台冠軍歌                                                   | 三台冠軍歌                                                   |      |
| Our Time Has Come             | 夜半敲門                               | 1                    | 11                   | -                    | -                    |                                                              |                                                              |      |
| We Stand As One               | 光明會                                 | 1                    | 1                    | 3                    | 1                    | 另派Hobing Mix版本 三台冠軍歌                                | 另派Hobing Mix版本 三台冠軍歌                                |      |
| We Stand As One               | 嘆息橋                                 | 18                   | 9                    | 9                    | 3                    |                                                              |                                                              |      |
| Goomusic Collection 2004-2008 | 傷城秘密                               | 7                    | 11                   | 4                    | -                    |                                                              |                                                              |      |
| 2007年                        |                                        |                      |                      |                      |                      |                                                              |                                                              |      |
| Chapel Of Dawn                | 第三身                                 | 1                    | 1                    | 1                    | 1                    | 與麥浚龍合唱 四台冠軍歌                                      | 與麥浚龍合唱 四台冠軍歌                                      |      |
| What Really Matters           | 幽默感                                 | 2                    | 1                    | 1                    | 1                    | 三台冠軍歌                                                   | 三台冠軍歌                                                   |      |
| What Really Matters           | 木紋                                   | 1                    | 3                    | 1                    | 1                    | 三台冠軍歌                                                   | 三台冠軍歌                                                   |      |
| What Really Matters           | 大紅袍                                 | 2                    | -                    | -                    | -                    |                                                              |                                                              |      |
| Goomusic Collection 2004-2008 | 劍雪                                   | 4                    | 3                    | 1                    | -                    | 與鄭秀文合唱                                                 | 與鄭秀文合唱                                                 |      |
| 2008年                        |                                        |                      |                      |                      |                      |                                                              |                                                              |      |
| Goomusic Collection 2004-2008 | 韻律泳                                 | 1                    | 1                    | 1                    | 2                    | 三台冠軍歌                                                   | 三台冠軍歌                                                   |      |
| Goomusic Collection 2004-2008 |                                        | -                    | -                    | 4                    | 1                    |                                                              |                                                              |      |
| Ten Days In The Madhouse      | 青山黛瑪                               | 1                    | 10                   | 1                    | 2                    |                                                              |                                                              |      |
| Ten Days In The Madhouse      | 美空雲雀                               | 1                    | -                    | 2                    | 4                    |                                                              |                                                              |      |
| 2009年                        |                                        |                      |                      |                      |                      |                                                              |                                                              |      |
| Ten Days In The Madhouse      | 查理淑儀                               | -                    | -                    | 2                    | -                    |                                                              |                                                              |      |
| Ten Days In The Madhouse      | 少年維特                               | -                    | -                    | -                    | -                    |                                                              |                                                              |      |
| Heroes                        | 舊約                                   | 1                    | 3                    | 2                    | 1                    |                                                              |                                                              |      |
| Heroes                        | 金剛經                                 | 4                    | 7                    | -                    | 1                    | 《Supergoo演唱會2009》主題曲                                 | 《Supergoo演唱會2009》主題曲                                 |      |
| Heroes                        | 可可                                   | -                    | -                    | -                    | -                    |                                                              |                                                              |      |
| Heroes                        | 妮歌                                   | 1                    | -                    | -                    | -                    |                                                              |                                                              |      |
| 2010年                        |                                        |                      |                      |                      |                      |                                                              |                                                              |      |
| 無名·詩                       | 詩與胡說                               | 1                    | -                    | 3                    | -                    |                                                              |                                                              |      |
| 無名·詩                       | 鋼鐵是怎樣煉成的                       | 2                    | 9                    | 2                    | -                    |                                                              |                                                              |      |
| 無名·詩                       | In The End                             | 1                    | 9                    | 3                    | ×                    |                                                              |                                                              |      |
| 2011年                        |                                        |                      |                      |                      |                      |                                                              |                                                              |      |
| 無名·詩                       | 出走太平洋                             | 2                    | -                    | -                    | ×                    |                                                              |                                                              |      |
| Green                         | 青空                                   | 5                    | 3                    | 2                    | -                    | TVB8: 3                                                      | TVB8: 3                                                      |      |
| Green                         | 青蔥                                   | -                    | -                    | -                    | ×                    |                                                              |                                                              |      |
| Awakening                     | 抛磚引玉                               | 9                    | -                    | 2                    | ×                    |                                                              |                                                              |      |
| Awakening                     | 痴情司                                 | 1                    | 3                    | 1                    | ×                    |                                                              |                                                              |      |
| Awakening                     | 花花                                   | 1                    | -                    | -                    | ×                    |                                                              |                                                              |      |
| 2012年                        |                                        |                      |                      |                      |                      |                                                              |                                                              |      |
| Awakening                     | 花辭                                   | -                    | -                    | -                    | ×                    |                                                              |                                                              |      |
| Awakening (國語原聲大碟)      | 痴情司（國語版）                       | ×                    | ×                    | ×                    | -                    | TVB8: 3                                                      | TVB8: 3                                                      |      |
| Awakening (國語原聲大碟)      | 青春祭                                 | -                    | -                    | -                    | ×                    |                                                              |                                                              |      |
| Coexistence 共存              | 無臉人                                 | 15                   | -                    | -                    | -                    | TVB8: 5                                                      | TVB8: 5                                                      |      |
| 2013年                        |                                        |                      |                      |                      |                      |                                                              |                                                              |      |
| Coexistence 共存              | The Science of Crying （眼淚教我的事） | 1                    | 6                    | -                    | ×                    |                                                              |                                                              |      |
| Coexistence 共存              | 彼此                                   | 6                    | 16                   | -                    | ×                    |                                                              |                                                              |      |
| Coexistence 共存              | 如果我們只剩一首歌的時間               | -                    | -                    | -                    | ×                    |                                                              |                                                              |      |
| Recollections                 | 似是故人來                             | 2                    | 12                   | -                    | -                    | 翻唱梅艷芳歌曲                                               | 翻唱梅艷芳歌曲                                               |      |
| Recollections                 | 愛我便說愛我吧                         | 1                    | 8                    | -                    | ×                    | 翻唱梅艷芳歌曲                                               | 翻唱梅艷芳歌曲                                               |      |
| Recollections                 | 夕陽之歌                               | 8                    | 12                   | 3                    | ×                    | 翻唱梅艷芳歌曲                                               | 翻唱梅艷芳歌曲                                               |      |
| 2014年                        |                                        |                      |                      |                      |                      |                                                              |                                                              |      |
|                               | 撐起雨傘                               | 5                    | -                    | -                    | ×                    | 群星合唱                                                     | 群星合唱                                                     |      |
| 2015年                        |                                        |                      |                      |                      |                      |                                                              |                                                              |      |
| 是有種人                      | 是有種人                               | 2                    | -                    | -                    | ×                    |                                                              |                                                              |      |
| 2016年                        |                                        |                      |                      |                      |                      |                                                              |                                                              |      |
| Dearest Black                 | 親愛的黑色                             | 7                    | -                    | -                    | ×                    |                                                              |                                                              |      |
| 2018年                        |                                        |                      |                      |                      |                      |                                                              |                                                              |      |
|                               | 極夜後                                 | 2                    | -                    | 1                    | ×                    | 另派Acoustic Live Version版本 加拿大至 HIT 中文歌曲排行榜：1 | 另派Acoustic Live Version版本 加拿大至 HIT 中文歌曲排行榜：1 |      |
| 2019年                        |                                        |                      |                      |                      |                      |                                                              |                                                              |      |
|                               | 代你白頭                               | -                    | -                    | -                    | ×                    | 加拿大至 HIT 中文歌曲排行榜：9                               | 加拿大至 HIT 中文歌曲排行榜：9                               |      |
|                               | 撐                                     | -                    | -                    | -                    | ×                    | 群星合唱                                                     | 群星合唱                                                     |      |
| 派台歌曲成績（五台）          |                                        |                      |                      |                      |                      |                                                              |                                                              |      |
| 唱片                          | 歌曲                                   | 903                  | RTHK                 | 997                  | TVB                  | ViuTV                                                        | 備註                                                         | 備註 |
| 2023年                        |                                        |                      |                      |                      |                      |                                                              |                                                              |      |
|                               | 威廉                                   | -                    | ×                    | ×                    | ×                    | ×                                                            |                                                              |      |
| 2024年                        |                                        |                      |                      |                      |                      |                                                              |                                                              |      |
|                               | 比生命更大                             | -                    | ×                    | ×                    | ×                    | ×                                                            | 翻唱梅艷芳歌曲                                               |      |
|                               | 本世紀最怪                             | -                    | ×                    | ×                    | ×                    | ×                                                            |                                                              |      |

| 各台冠軍歌總數 | 各台冠軍歌總數 | 各台冠軍歌總數 | 各台冠軍歌總數 | 各台冠軍歌總數 | 各台冠軍歌總數                      | 各台冠軍歌總數                      | 各台冠軍歌總數 |
| -------------- | -------------- | -------------- | -------------- | -------------- | ----------------------------------- | ----------------------------------- | -------------- |
| 四台a          | 903            | RTHK           | 997            | TVB            | 備註                                | 備註                                | 備註           |
| 四台a          | 24             | 10             | 15             | 14             | 四台冠軍歌總數：1 三台冠軍歌總數：9 | 四台冠軍歌總數：1 三台冠軍歌總數：9 |                |
| 五台b          | 903            | RTHK           | 997            | TVB            | ViuTV                               | 備註                                |                |
| 五台b          | 0              | 0              | 0              | 0              | 0                                   | 五台冠軍歌總數：0                   |                |

- （*）上榜中
- （-）未能上榜
- （×）沒有派往該台
- 粗體表示四台冠軍歌
- ^  注解a：包括2023年後的冠軍歌曲
- ^  注解b：2023年起

## 個人創作
| 創作部份   | 發表年份 | 演唱歌手              | 歌曲                   | 專輯名稱                          | 備註                                                      |
| ---------- | -------- | --------------------- | ---------------------- | --------------------------------- | --------------------------------------------------------- |
| 作曲       | 2000年   | 梅艷芳                | 《由十七歲開始......》 | 《I'm So Happy》                  | 第一首發表作品                                            |
| 作曲       | 2001年   | 何韻詩                | 《無賴》               | 《first.》                        |                                                           |
| 作曲       | 2001年   | 何韻詩                | 《與別不同》           | 《first.》                        |                                                           |
| 作曲       | 2001年   | 何韻詩                | 《我要夾band》         | 《十九樓半的夏天》                |                                                           |
| 作曲       | 2002年   | 何韻詩                | 《天使藍》             | 《hocc²》                         |                                                           |
| 作曲       | 2002年   | 何韻詩                | 《Shampoo》            | 《free{love}》                    | 華語版《愛人尋味》，收錄于《Roundup》                     |
| 作曲       | 2002年   | 何韻詩                | 《我會選擇C》          | 《free{love}》                    |                                                           |
| 作曲       | 2002年   | 何韻詩                | 《愛情花》             | 《free{love}》                    |                                                           |
| 作曲       | 2003年   | 何韻詩                | 《鬼》                 | 《Dress Me Up!》                  |                                                           |
| 作曲       | 2003年   | 何韻詩                | 《出生入死》           | 《Dress Me Up!》                  |                                                           |
| 作曲、填詞 | 2003年   | 何韻詩、MINI、方力申  | 《一秒》               | 《The Best of HOCC》              | 作曲兼與MINI、方力申合填詞，2004年“叱咤903饑饉三十”主題曲 |
| 作曲       | 2004年   | 何韻詩                | 《如無意外》           | 《艷光四射》                      | 華語版《降落之前》，收錄于《豔光四射》                    |
| 作曲       | 2005年   | 何韻詩                | 《化蝶》               | 《梁祝下世傳奇》                  |                                                           |
| 編曲       | 2005年   | 何韻詩                | 《撲蝶》               | 《梁祝下世傳奇》                  |                                                           |
| 作曲       | 2005年   | 何韻詩                | 《樓台會》             | 《梁祝下世傳奇》                  | 與Edmond Tsang合寫                                        |
| 作曲       | 2005年   | 陳文媛                | 《下個密碼》           | 《Fantasia》                      |                                                           |
| 作曲       | 2005年   | 陳冠希、Shine、何韻詩 | 《來勢洶洶》           | 未有收錄於任何專輯                | 百事新星大賽主題曲                                        |
| 作曲       | 2006年   | 何韻詩                | 《圓滿》               | 《Our Time Has Come》             |                                                           |
| 作曲       | 2006年   | 何韻詩                | 《夜半敲門》           | 《Our Time Has Come》             | 華語版《夜半開門》，收錄于《Our Time Has Come》           |
| 作曲       | 2006年   | 何韻詩                | 《滿城盡帶黃金甲》     | 《Our Time Has Come》             |                                                           |
| 作曲       | 2006年   | 何韻詩                | 《光明會》             | 《We Stand As One》               | Hocc Live in Unity演唱會主題曲                            |
| 作曲       | 2006年   | 何韻詩                | 《嘆息橋》             | 《We Stand As One》               |                                                           |
| 作曲       | 2007年   | 何韻詩                | 《幽默感》             | 《What Really Matters》           |                                                           |
| 作曲       | 2008年   | 鄭秀文、何韻詩        | 《劍雪》               | 《Goomusic Collection 2004-2008》 | 與Benson Fan@goomusic合寫                                 |
| 作曲       | 2009年   | 何韻詩                | 《金剛經》             | 《Heroes》                        | Supergoo何韻詩2009演唱會主題曲                            |
| 作曲       | 2010年   | 何韻詩                | 《無名》               | 《無名·詩》                       |                                                           |
| 作曲       | 2011年   | 何韻詩                | 《抛磚引玉》           | 《Awakening》                     | 《賈寶玉》舞台劇主主題曲                                  |
| 作曲       | 2013年   | 何韻詩                | 《波西米亞》           | 《Coexistence 共存》              |                                                           |
| 作曲       | 2016年   | 何韻詩                | 《親愛的黑色》         | 《Dearest Black》 (single)        | Dear friend, 何韻詩2016演唱會主題曲                       |
| 作曲、填詞 | 2018年   | 何韻詩                | 《極夜後》             |                                   | 第一首包辦作曲填詞作品                                    |
| 作曲、填詞 | 2019年   | 何韻詩                | 《代你白頭》           |                                   | 與黃偉文合作填詞                                          |
| 作曲、填詞 | 2023年   | 何韻詩                | 《威廉》               |                                   |                                                           |
| 作曲、填詞 | 2024年   | 何韻詩                | 《本世紀最怪》         |                                   |                                                           |

## 演出

### 主要演唱會及音樂會

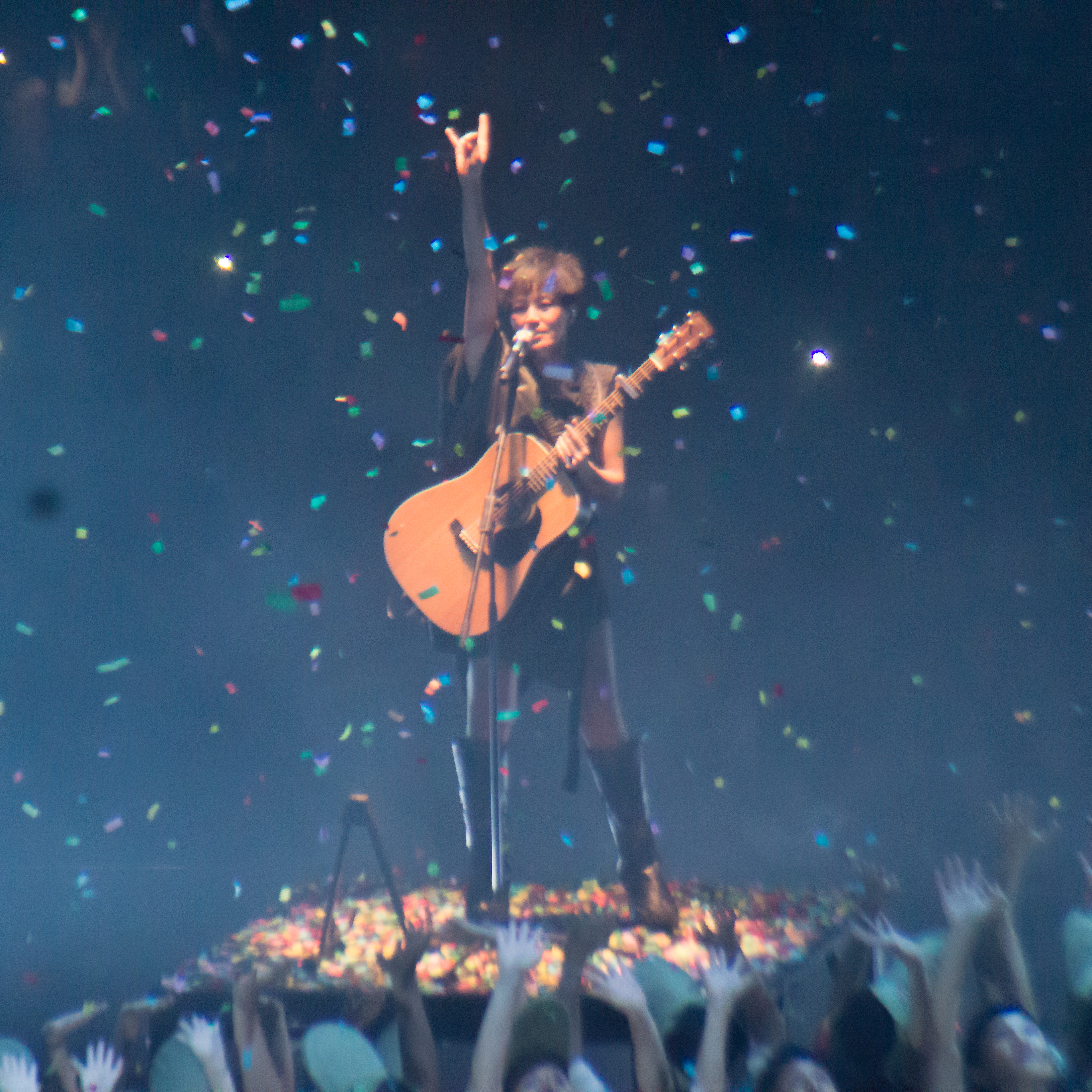
何韻詩在《Dear Friend, 演唱會2016》上

| 日期                                               | 國家／地區                  | 城市                        | 地點                                                           |
| 【Live in Unity】巡迴演唱會                        | 【Live in Unity】巡迴演唱會 | 【Live in Unity】巡迴演唱會 | 【Live in Unity】巡迴演唱會                                    |
| -------------------------------------------------- | --------------------------- | --------------------------- | -------------------------------------------------------------- |
| 2006年10月26日                                     | 香港                        | 香港                        | 紅磡體育館                                                     |
| 2006年10月27日                                     | 香港                        | 香港                        | 紅磡體育館                                                     |
| 2006年10月28日                                     | 香港                        | 香港                        | 紅磡體育館                                                     |
| 2007年1月14日                                      | 澳門                        | 澳門                        | 澳門漁人碼頭會議展覽中心                                       |
| 2007年1月19日                                      | 香港                        | 香港                        | 紅磡體育館                                                     |
| 2007年1月20日                                      | 香港                        | 香港                        | 紅磡體育館                                                     |
| 2007年4月10日                                      | 加拿大                      | 華瑪                        | 華瑪賭場                                                       |
| 2007年4月15日                                      | 美國                        | 大西洋城                    | 特朗普泰姬陵賭場                                               |
| 【Music Matters: HOCC Showcase 07】演唱會          |                             |                             |                                                                |
| 2007年8月25日                                      | 香港                        | 香港                        | 香港會議展覽中心                                               |
| 2007年8月26日                                      | 香港                        | 香港                        | 香港會議展覽中心                                               |
| 【東亞華星演唱會】                                 |                             |                             |                                                                |
| 2008年12月13日                                     | 香港                        | 香港                        | 亞洲博覽館                                                     |
| 2008年12月14日                                     | 香港                        | 香港                        | 亞洲博覽館                                                     |
| 【快樂是免費的】音樂會                             | 香港                        | 香港                        | 亞洲博覽館                                                     |
| 2009年2月8日                                       | 香港                        | 香港                        | 拔萃男書院運動場                                               |
| 【Supergoo】演唱會                                 |                             |                             |                                                                |
| 2009年10月9日                                      | 香港                        | 香港                        | 紅磡體育館                                                     |
| 2009年10月10日                                     | 香港                        | 香港                        | 紅磡體育館                                                     |
| 2009年10月11日                                     | 香港                        | 香港                        | 紅磡體育館                                                     |
| 2009年10月12日                                     | 香港                        | 香港                        | 紅磡體育館                                                     |
| 【無名·詩】台灣巡迴音樂會                          |                             |                             |                                                                |
| 2010年7月21日                                      | 台灣                        | 台北                        | 公館河岸留言                                                   |
| 2010年8月1日                                       | 台灣                        | 台北                        | 卡夫卡                                                         |
| 2010年8月5日                                       | 台灣                        | 高雄                        | 駁二The Wall                                                   |
| 2010年8月6日                                       | 台灣                        | 台中                        | 浮現Live House                                                 |
| 2010年8月13日                                      | 台灣                        | 台北                        | The Wall                                                       |
| 2010年10月8日                                      | 台灣                        | 台北                        | 女巫店                                                         |
| 2010年11月6日                                      | 台灣                        | 台北                        | 台北音樂傳記音樂展演空間(Legacy Taipei)                        |
| 【無名詩】荒島音樂會                               |                             |                             |                                                                |
| 2010年9月4日                                       | 中國大陸                    | 廣州                        | TU凸空間                                                       |
| 2010年9月5日                                       | 中國大陸                    | 深圳                        | 一渡堂                                                         |
| 2010年9月15日                                      | 中國大陸                    | 上海                        | Mao Livehouse                                                  |
| 2010年9月17日                                      | 中國大陸                    | 北京                        | 壹空間                                                         |
| 【Homecoming Live】音樂會                          |                             |                             |                                                                |
| 2010年12月23日                                     | 香港                        | 香港                        | 伊利沙伯體育館                                                 |
| 2010年12月24日                                     | 香港                        | 香港                        | 伊利沙伯體育館                                                 |
| 2010年12月25日                                     | 香港                        | 香港                        | 伊利沙伯體育館                                                 |
| 【Green】音樂會                                    |                             |                             |                                                                |
| 2011年5月27日                                      | 台灣                        | 台北                        | The Wall                                                       |
| 2011年6月29日                                      | 台灣                        | 台北                        | 台北音樂傳記音樂展演空間(Legacy Taipei)                        |
| 【何韻詩 X 蕭敬騰 異人世界演唱會Rock n Roar Live】 |                             |                             |                                                                |
| 2012年7月6日                                       | 香港                        | 香港                        | 香港會議展覽中心                                               |
| 2012年7月7日                                       | 香港                        | 香港                        | 香港會議展覽中心                                               |
| 【無臉人】音樂會                                   | 香港                        | 香港                        | 香港會議展覽中心                                               |
| 2012年12月6日                                      | 台灣                        | 台北                        | 大河岸                                                         |
| 【共存】音樂會                                     |                             |                             |                                                                |
| 2013年3月22日                                      | 台灣                        | 台北                        | 台北音樂傳記音樂展演空間(Legacy Taipei)                        |
| 2013年3月23日                                      | 台灣                        | 台北                        | 台北音樂傳記音樂展演空間(Legacy Taipei)                        |
| 2013年6月29日                                      | 中國大陸                    | 上海                        | 上海國際體操中心                                               |
| 2013年7月6日                                       | 中國大陸                    | 北京                        | 北京奧體中心體育館                                             |
| 【Memento】巡迴演唱會                              |                             |                             |                                                                |
| 2013年10月19日                                     | 香港                        | 香港                        | 紅磡體育館                                                     |
| 2013年10月20日                                     | 香港                        | 香港                        | 紅磡體育館                                                     |
| 2013年10月21日                                     | 香港                        | 香港                        | 紅磡體育館                                                     |
| 2014年5月16日                                      | 台灣                        | 台北                        | 國立臺灣大學綜合體育館                                         |
| 2014年5月17日                                      | 台灣                        | 台北                        | 國立臺灣大學綜合體育館                                         |
| 【Reimagine Live】音樂會                           |                             |                             |                                                                |
| 2015年4月1日                                       | 台灣                        | 台北                        | 台北音樂傳記音樂展演空間(Legacy Taipei)                        |
| 2015年4月2日                                       | 台灣                        | 台北                        | 台北音樂傳記音樂展演空間(Legacy Taipei)                        |
| 2015年4月3日                                       | 台灣                        | 台中                        | Legacy Taichung                                                |
| 【十八種香港】巡迴演唱會                           |                             |                             |                                                                |
| 2015年8月19日                                      | 香港                        | 香港                        | 伊利沙伯體育館                                                 |
| 2015年8月20日                                      | 香港                        | 香港                        | 伊利沙伯體育館                                                 |
| 2015年8月21日                                      | 香港                        | 香港                        | 伊利沙伯體育館                                                 |
| 2015年8月22日                                      | 香港                        | 香港                        | 伊利沙伯體育館                                                 |
| 2015年8月23日                                      | 香港                        | 香港                        | 伊利沙伯體育館                                                 |
| 2015年8月24日                                      | 香港                        | 香港                        | 伊利沙伯體育館                                                 |
| 2015年10月31日                                     | 香港                        | 香港                        | Hidden Agenda                                                  |
| 2015年11月1日                                      | 香港                        | 香港                        | Hidden Agenda                                                  |
| 2015年12月25日                                     | 香港                        | 香港                        | 麥花臣場館                                                     |
| 2015年12月26日                                     | 香港                        | 香港                        | 麥花臣場館                                                     |
| 2015年12月27日                                     | 香港                        | 香港                        | 麥花臣場館                                                     |
| 【有種的漂亮】音樂會                               |                             |                             |                                                                |
| 2016年6月19日                                      | 香港                        | 香港                        | 普慶坊                                                         |
| 【Dear Friend】演唱會                              |                             |                             |                                                                |
| 2016年10月7日                                      | 香港                        | 香港                        | 紅磡體育館                                                     |
| 2016年10月8日                                      | 香港                        | 香港                        | 紅磡體育館                                                     |
| 2016年10月9日                                      | 香港                        | 香港                        | 紅磡體育館                                                     |
| 2016年10月10日                                     | 香港                        | 香港                        | 紅磡體育館                                                     |
| 【Dear Self, Dear World】世界巡迴演唱會            |                             |                             |                                                                |
| 2017年11月19日                                     | 英格蘭                      | 倫敦                        | 229 The Venue                                                  |
| 2017年11月22日                                     | 蘇格蘭                      | 格拉斯哥                    | Queen Margaret Union                                           |
| 2017年11月26日                                     | 英格蘭                      | 曼徹斯特                    | Manchester Academy                                             |
| 2018年3月29日                                      | 台灣                        | 台北                        | 台北音樂傳記音樂展演空間(Legacy Taipei)                        |
| 2018年3月30日                                      | 台灣                        | 台北                        | 台北音樂傳記音樂展演空間(Legacy Taipei)                        |
| 2018年3月31日                                      | 台灣                        | 台中                        | Legacy Taichung                                                |
| 2018年4月1日                                       | 台灣                        | 高雄                        | Live Warehouse                                                 |
| 2018年5月10日                                      | 加拿大                      | 滿地可                      | Montreal Chinese Catholic School                               |
| 2018年5月13日                                      | 加拿大                      | 多倫多                      | Opera House                                                    |
| 2018年5月16日                                      | 加拿大                      | 溫哥華                      | Molson Canadian Theatre                                        |
| 2018年5月18日                                      | 美國                        | 三藩市                      | Regency Ballroom                                               |
| 【On the Pulse of】演唱會                          |                             |                             |                                                                |
| 2018年12月21日                                     | 香港                        | 香港                        | 香港科學園                                                     |
| 2018年12月22日                                     | 香港                        | 香港                        | 香港科學園                                                     |
| 2018年12月23日                                     | 香港                        | 香港                        | 香港科學園                                                     |
| 2018年12月24日                                     | 香港                        | 香港                        | 香港科學園                                                     |
| 2018年12月25日                                     | 香港                        | 香港                        | 香港科學園                                                     |
| 2018年12月26日                                     | 香港                        | 香港                        | 香港科學園                                                     |
| 【We are here,We are alive】演唱會                 |                             |                             |                                                                |
| 2019年10月11日                                     | 英國                        | 倫敦                        | St John's Smith Square                                         |
| 2019年10月14日                                     | 美國                        | 紐約                        | The Town Hall (New York City)                                  |
| 【生於亂世有種live】線上音樂會                     |                             |                             |                                                                |
| 2020年4月11日                                      | 香港                        | 香港                        | 線上(由Goomusic Youtube Channel和Hocc個人Facebook主頁同步直播) |
| 【你尚未成為的】Hocc Shouson Live                  |                             |                             |                                                                |
| 2021年9月12日                                      | 香港                        | 香港                        | 線上 (由何韻詩個人網站goomomoon和KKTIX平台直播)                |

### 其他音樂會或演出
2000年3月31日《獨樂樂mot club 903發源地音樂會》
2001年8月12日《2001漫遊拉闊音樂會》香港會議展覽中心
2002年3月《何韻詩 x Jolly Shandy3週年聯fan所真我個性音樂會》
2002年4月《903何韻詩結識她的音樂會》
2003年6月3日《許志安 x 何韻詩拉闊音樂會》香港會議展覽中心
2004年4月《903何韻詩 x 野仔 狂野音樂會》
2004年7月22日至7月25日、7月29日至7月31日《 Sammi VS Sammi 鄭秀文演唱會2004》常任嘉賓
2005年5月18日《903 Love Music紅白鬥》
2005年12月10日《903 A man and a pen 黃偉文十週年音樂會》香港會議展覽中心
2005年12月26日《冬日群星音樂會》
2006年3月30日《雷頌德公益金音樂會》
2006年5月4日《MOTO 903同性音樂會：黃耀明x何韻詩》
2006年5月14日《新城Music World音樂會》
2006年5月21日《Neway Color Music NCMlive 向 HOCC 狂呼》
2006年8月4日《903 拉闊黃金十年音樂會》
2006年11月21日《麥當勞世界兒童日2006音樂會》 香港會議展覽中心
2007年12月1日《又一個叱吒十年回歸音樂會》 亞洲國際博覽館
2007年12月27日《903 Neway Shall We 音樂會》
2008年8月28日《新城分享情‧活出愛 音樂會》香港會議展覽中心
2008年9月6日《903 Safe The Planet音樂會》亞洲國際博覽館
2008年11月6日《明報週刊40年慈善音樂會》
2008年11月16日《Moov live ——何韻詩》
2009年8月15日《SummerPop Live in HK音樂會》亞洲國際博覽館
2009年11月17日《明報週刊演藝動力音樂會》香港會議展覽中心
2010年5月15日《第一屆亞洲女子搖滾音樂祭》（台北）華山Legacy
2010年7月4日《人山人海擁抱黃耀明音樂會》（台北）華山Legacy
2010年8月22日《新城邁向20聲光綻放音樂會》||香港會議展覽中心
2010年9月26日《拉闊音樂會》（何韻詩、黃耀明、林海峰）
2011年3月15日《新城唱好第一撃》（何韻詩、農夫、方炯鑌、Mr.）
2011年5月27日《2011年首場台北 The Wall Live: Acoustic Sound 何韻詩「GREEN」單曲現場首賣會》
2011年11月5日《Star Hall Select港樂 × 張敬軒交響音樂會》嘉賓
2012年2月9-14日《Concert YY 黃偉文作品展》(6場) 紅磡體育館
2012年6月8日《廣州月滿琶醍音樂會》廣州珠江琶醍
2012年8月4日《Shine Again Concert 2012 嘉賓》香港會議展覽中心
2013年4月21日《蘇打綠《當我們一起走過》巡迴演唱會香港站 嘉賓》紅磡體育館
2013年8月23日《Ellen & The Ripples Band 「V」 live 嘉賓》
2013年8月31日《Wish Love Live 2013 萧敬腾×何韻詩 上海站》上海大舞台
2013年10月27日《上海大寧國際音樂季》
2013年11月23日 50屆金馬獎表演歌手
2013年12月22日《Wish Love Live 2013 萧敬腾×何韵诗×蘇打綠 深圳站》
2013年12月30日《梅艷芳•10•思念•音樂•會 表演》
2015年11月 Clockenflap 2015 演出單位
2020年5月9日何韻詩 HOCC Birthday 線上演唱會2.0
2022年1月2日Goomomoon.com會員專享音樂會

### 電視劇
| 年份 | 劇名                   | 角色            | 監製   | 合作演員                                                                       | 備註       |
| ---- | ---------------------- | --------------- | ------ | ------------------------------------------------------------------------------ | ---------- |
| 1999 | 《反黑先鋒》(Anti-Crime Squad)         | 單解心          | 鄺業生 | 演員 - 吳毅將 - 陳浩民 - 邵美琪 - 蘇玉華 - 黎耀祥 - 楊婉儀 - 鄭敬基            |            |
| 2000 | 《陀槍師姐II》(Armed Reaction II)       | 單解心          | 鄺業生 | 演員 - 歐陽震華 - 關詠荷 - 滕麗名 - 魏駿傑 - 姚瑩瑩 - 張兆輝 - 馬德鐘 - 唐文龍 | 客串       |
| 2004 | 《上海灘之俠醫傳奇》(Shanghai Legend) | 江雪            | 鄧特希 | 演員 - 吳啟華 - 蔡少芬 - 蘇永康 - 王傑 - 呂頌賢 - 周嘉玲 - 張晉 - 趙榮         | 客串       |
| 2007 | 《森之愛情》(Colours of Love)         | 何敏            | 霍澤基 | 演員 - 森 美 - 阮小儀 - 孫耀威 - 蔡康年 - 陳丹丹 - 蔣家旻 - 李綺雯             | 單元女主角 |
| 2010 | 《女王辦公室》(OL Supreme)       | 繆惜之（Music） | 黃偉聲 | 演員 - 汪明荃 - 杜汶澤 - 吳卓羲 - 陳山聰 - 張國強 - 馬 賽 - 呂慧儀             | 第二女主角 |

### 個人紀錄片
- Denise Ho:Becoming the Song [126]。
- 時長：83分鐘
- 上映年份：2020年7月1日（北美）/2021年6月5日（日本）
- 導演 ：Sue Williams  [127]
- 簡介：This timely documentary explores the singer's remarkable journey from Cantopop superstar to outspoken political activist, putting her life and career on the line in support of HongKonger's struggle to maintain their political freedom.

### 旅遊特輯
- 1998年：康泰旅遊新特搜——柬埔寨 (第12-13集)
- 1998年：康泰最緊要好玩——日本 (第34-36集)
- 1999年：永安旅遊話你知——點解廣東咁好玩 (第63-65集)
- 1999年：康泰最緊要好玩——日本北海道 (第68-69集)
- 1999年：新華旅遊反斗俱樂部4——約旦 (第3-4集)
- 2000年：新春旅遊大搜索
- 2000年：旅遊大搜索
- 2000年：永安旅遊話你知——點解海南島好玩 (第88-89集)

### 主持
- 1997年：週末新地帶
- 1997年：樓轉乾坤
- 1997-1999年：翡翠音樂新幹線
- 2000年：翡翠2000音樂幹線
- 2001年：反斗英語
- 2001年：現代童話
- 2002年：我愛夢工場——愛君如夢
- 2003年：Teen空海闊
- 2004年：QQ冬季代言人
- 2004年：勁歌金曲
- 2004年：2004年度勁歌金曲優秀選第二回
- 2004年：2005無線節目巡禮《無線節目力量更強》
- 2005年：2004年度十大勁歌金曲頒獎典禮
- 2009年：第二十八屆香港電影金像獎頒獎典禮

### 電影
| 年份 | 片名                                   | 角色                          | 導演                    | 合作演員                                                                             | 備註                                                             |
| ---- | -------------------------------------- | ----------------------------- | ----------------------- | ------------------------------------------------------------------------------------ | ---------------------------------------------------------------- |
| 1998 | 《烈火青春》(Rumble Ages)                         | Gigi                          | 阮世生                  | 演員 - 陳奕迅 - 梁漢文 - 楊千嬅 - 關德輝 - 趙學而                                    | 客串                                                             |
| 2003 | 《豪情》(Naked Ambition)                             | Fanny                         | 林超賢 陳慶嘉           | 演員 - 古天樂 - 陳奕迅 - 應采兒 - 何超儀 - 周麗淇 - 谷祖琳                           |                                                                  |
| 2003 | 《尋找周杰倫》(Hidden Track)                       | 的士司機Susan                 | 林愛華                  | 演員 - 浦蒲 - 余文樂 - 陳奕迅 - 吳彥祖 - 吳大維 - 陳慶祥 - 周杰倫                    | 客串                                                             |
| 2003 | 《安娜與武林》(Anna in Kung Fu Land)                       | 白素秋                        | 葉偉民                  | 演員 - 楊千嬅 - 鄭伊健 - 趙雪妃 - 李坤龍                                             |                                                                  |
| 2003 | 《1:99電影行動》之〈誰是香港小姐？〉(1:99 Shorts: Who Is Miss Hong Kong?) | 香港小姐                      | 馬偉豪                  | 演員 - 陳奕迅 - 胡楓 - 張英才 - 周麗淇 - 應采兒                                      | 短片                                                             |
| 2009 | 《游龍戲鳳》(Look for a Star)                         | 郭小姐 (Jo)                   | 劉偉強                  | 演員 - 劉德華 - 舒淇 - 林嘉華 - 張涵予 - 姜大衛 - 瑪俐亞 - 林子祥                    | 獲提名第二十九屆香港電影金像獎最佳女配角                         |
| 2010 | 《72家租客》(72 Tenants of Prosperity)                         | 「頂太Phone」手提電話推銷員工 | 葉念琛                  | 演員 - 張學友 - 袁詠儀 - 曾志偉 - 王祖藍 - 黃宗澤 - 鄧麗欣 - 鍾嘉欣                  | 客串                                                             |
| 2010 | 《東風破》(Merry-Go-Round)                           | 單親媽媽阿欣                  | 麥婉欣                  | 演員 - 官恩娜 - 周俊偉 - 苗可秀 - 泰迪羅賓                                           | 客串                                                             |
| 2011 | 《奪命金》(Life Without Principle)                           | Teresa Chan                   | 杜琪峰                  | 演員 - 劉青雲 - 任賢齊 - 胡杏兒 - 盧海鵬 - 蘇杏璇                                    | 提名第49屆金馬獎最佳女主角，獲第十二屆華語電影傳媒大獎最佳女配角 |
| 2012 | 《2012我愛HK 喜上加囍》()              | 郭晶晶                        | 鍾澍佳 錢國偉           | 演員 - 馮淬帆 - 曾志偉 - 毛舜筠 - 黃宗澤 - 邵音音 - 蘇永康 - 麥長青 - 陸 永 - 張馨予 |                                                                  |
| 2013 | 《古惑仔：江湖新秩序》(Young and Dangerous：Reloaded)               | 十三妹                        | 陳翊恆                  | 演員 - 羅仲謙 - 梁烈唯 - 黃貫中 - 沈震軒 - 伍允龍                                    | 客串                                                             |
| 2018 | 《分域大道》(Last Exit to Kai Tak)                         | 何韻詩                        | 杜浩綸（Matthew Torne） | 演員 - 黃之鋒 - 黃洋達 - 林淳軒 - 劉偉德                                             | 紀錄片                                                           |

### 配音
| 年份   | 片名                       | 配音角色                               |
| ------ | -------------------------- | -------------------------------------- |
| 2000年 | 《妖怪傳》                 | （聲演安藤希）                         |
| 2003年 | 《非常小特務之3D立體出擊》 |                                        |
| 2007年 | 《阿森一族大電影》         | （聲演巴特）                           |
| 2008年 | 《功夫熊貓》               | （聲演飛虎女）                         |
| 2010年 | 《貓狗鬥多番》             | （聲演「飛貓隊」特工嘉芙蓮及奸貓阿蘿） |
| 2011年 | 《功夫熊貓2》              | （聲演飛虎女）                         |
| 2012年 | 《血滴子》                 | （聲演穆森）                           |

### 舞台劇
| 舞台劇列表 | 舞台劇列表       | 舞台劇列表                                          | 舞台劇列表     | 舞台劇列表 | 舞台劇列表                         |
| 年份       | 日期             | 劇名                                                | 角色           |            | 備註                               |
| ---------- | ---------------- | --------------------------------------------------- | -------------- | ---------- | ---------------------------------- |
| 2001年     | 8月              | 森美小儀歌劇團《十九樓半的夏天》                    | （飾演Inti）   |            |                                    |
| 2002年     | 2月              | 香港藝術節 進念二十面體《戀人論語：你愛我妳不愛我》 |                |            |                                    |
| 2003年     | 9月              | 森美小儀歌劇團《大衛營》                            | （飾演守護者） |            |                                    |
| 2004年     | 8月19-22日       | 森美小儀歌劇團《早安啊!曼克頓》                     | （飾演姬絲汀） |            |                                    |
| 2005年     | 9月16-19日       | 《梁祝下世傳奇》                                    | （飾演萊斯）   |            |                                    |
| 2007年     | 9月21-22日       | 森美小儀歌劇團《Lokamochi Mamiba》                  | （飾演精靈）   |            |                                    |
| 2009年     | 11月13-16日      | 非常林奕華《男人與女人之戰爭與和平》香港站          | （飾演何思思） |            |                                    |
| 2009年     | 12月12-13日      | 非常林奕華《男人與女人之戰爭與和平》深圳站          |                |            |                                    |
| 2009年     | 12月17-18日      | 非常林奕華《男人與女人之戰爭與和平》鄭州站          |                |            |                                    |
| 2009年     | 12月23-26日      | 非常林奕華《男人與女人之戰爭與和平》北京站          |                |            |                                    |
| 2009年     | 12月29-31日      | 非常林奕華《男人與女人之戰爭與和平》上海站          |                |            |                                    |
| 2010年     | 1月4-5日         | 非常林奕華《男人與女人之戰爭與和平》常州站          |                |            |                                    |
| 2010年     | 1月9-10日        | 非常林奕華《男人與女人之戰爭與和平》温州站          |                |            |                                    |
| 2010年     | 2月19-20日       | 非常林奕華《男人與女人之戰爭與和平》新加坡站        |                |            |                                    |
| 2011年     | 10月7-16,18-23日 | 《賈寶玉》(20場)                                    | （飾演賈寶玉） | Part 1     |                                    |
| 2012年     | 2月11-12,15-19日 | 《賈寶玉》亞洲巡演——香港站(9場)                     |                | Part 2     |                                    |
| 2012年     | 3月30-31日       | 《賈寶玉》亞洲巡演——廣州站 (2場)                    |                | Part 2     |                                    |
| 2012年     | 4月7-8日         | 《賈寶玉》亞洲巡演——蘇州站 (2場)                    |                | Part 2     |                                    |
| 2012年     | 4月13-14日       | 《賈寶玉》亞洲巡演——杭州站 (2場)                    |                | Part 2     |                                    |
| 2012年     | 4月19-22日       | 《賈寶玉》亞洲巡演——上海站 (4場)                    |                | Part 2     |                                    |
| 2012年     | 4月29-5月1日     | 《賈寶玉》亞洲巡演——北京站 (4場)                    |                | Part 2     |                                    |
| 2012年     | 5月5-6日         | 《賈寶玉》亞洲巡演——成都站 (2場)                    |                | Part 2     |                                    |
| 2012年     | 5月11-12日       | 《賈寶玉》亞洲巡演——蘭州站 (2場)                    |                | Part 2     |                                    |
| 2012年     | 5月18-19日       | 《賈寶玉》亞洲巡演——重慶站 (2場)                    |                | Part 2     |                                    |
| 2012年     | 5月25-26日       | 《賈寶玉》亞洲巡演——深圳站（2場）                   |                | Part 2     |                                    |
| 2012年     | 9月7-16日        | 《賈寶玉》亞洲巡演 ——香港站（13場）                 |                | Part 3     |                                    |
| 2012年     | 11月29-12月2日   | 《賈寶玉》亞洲巡演——澳門站（6場）                   |                | Part 3     | 繼香港站台part1~3後,場次最多的地區 |
| 2013年     | 2月15-2月17日    | 《賈寶玉》亞洲巡演——新加坡站（3場）                 |                | Part 3     |                                    |
| 2013年     | 3月7-3月10日     | 《賈寶玉》亞洲巡演——高雄站（4場）                   |                | Part 3     |                                    |
| 2013年     | 3月29-3月30日    | 《賈寶玉》亞洲巡演——廣州站（2場）                   |                | Part 3     |                                    |
| 2013年     | 4月5-4月6日      | 《賈寶玉》亞洲巡演——杭州站（2場）                   |                | Part 3     |                                    |
| 2013年     | 4月10-4月14日    | 《賈寶玉》亞洲巡演——上海站（5場）                   |                | Part 3     |                                    |
| 2013年     | 4月19-4月20日    | 《賈寶玉》亞洲巡演——南京站（2場）                   |                | Part 3     |                                    |
| 2013年     | 4月26-4月27日    | 《賈寶玉》亞洲巡演——武漢站（2場）                   |                | Part 3     |                                    |
| 2013年     | 5月1-5月2日      | 《賈寶玉》亞洲巡演——西安站（2場）                   |                | Part 3     |                                    |
| 2013年     | 5月8-5月12日     | 《賈寶玉》亞洲巡演——北京站（5場）                   |                | Part 3     |                                    |
| 2013年     | 5月17-5月18日    | 《賈寶玉》亞洲巡演——成都站（2場）                   |                | Part 3     |                                    |
| 2013年     | 5月24-5月25日    | 《賈寶玉》亞洲巡演——重慶站（2場）                   |                | Part 3     |                                    |
| 2013年     | 5月31-6月1日     | 《賈寶玉》亞洲巡演——廈門站（2場）                   |                | Part 3     |                                    |
| 2013年     | 6月7-6月8日      | 《賈寶玉》亞洲巡演——中山站（2場）                   |                | Part 3     |                                    |
| 2013年     | 12月12-12月15日  | 《賈寶玉》亞洲巡演——台北站-封箱（4場）              |                | Part 3     |                                    |

### 廣播劇
| 年份   | 劇名                         |
| ------ | ---------------------------- |
| 2000年 | 《菇武門》                   |
| 2000年 | 《十九樓半的夏天》           |
| 2001年 | 《靈幻搜奇——夢》             |
| 2001年 | 《七十一個心情故事——無情篇》 |
| 2002年 | 《日與夜》                   |
| 2002年 | 《自由之丘》                 |
| 2002年 | 《仲夏夜之旅》               |
| 2002年 | 《賭博的禍害》               |
| 2002年 | 《落入凡間的天使——懷才不遇》 |
| 2003年 | 《大衛營》                   |
| 2003年 | 《終於我鍾意》               |
| 2004年 | 《天下無敵》                 |
| 2004年 | 《都是下一站》               |
| 2005年 | 《一時衝動》                 |
| 2006年 | 《黃金少年》                 |
| 2008年 | 《分享情活出愛》             |
| 2009年 | 《游龍戲鳳——前傳》           |

### 網劇
- 2003年︰《二半絃》
- 2004年︰《四曲奇談》

### 網路廣播 (Podcast)
- 2020年至今︰《菇武門 Podcast》

## 出版書籍
- 《十八相送》漫畫集（與黎達達榮合作出版）
- 《梁祝下世傳奇》舞台劇影像筆記《奇傳更你共世下》
- 《Live in Unity》寫真集《From where I am standing now...... 》
- 《十日谈》（與Ten Days In The Madhouse合作出版）
- 《When Spring Came》（《賈寶玉》內地巡演文字及影像記錄）
- 《就這樣認識了》(專欄散文 紀錄2014-2015年的變化)
- 《接近獨行》（何韻詩45天的出走思考筆記）
- 《行旅•往後》(回到那些我從未離開的地方)
- 《當你仍在這裡》（聽見自己，才能看見世界——你的生活起義指南）

## 獎項

### 音樂類
金曲獎
| 年份 | 屆次         | 專輯        | 獎項             | 入圍                                 | 結果 |
| ---- | ------------ | ----------- | ---------------- | ------------------------------------ | ---- |
| 2011 | 第22屆金曲獎 | 《無名·詩》 | 最佳單曲製作人獎 | 英師傅、何韻詩〈詩與胡說〉           | 提名 |
| 2011 | 第22屆金曲獎 | 《無名·詩》 | 最佳國語女歌手獎 | 《無名·詩》                          | 提名 |
| 2014 | 第25屆金曲獎 | 《共存》    | 最佳國語女歌手獎 | 《共存》                             | 提名 |
| 2019 | 第30屆金曲獎 | 《政治》    | 年度歌曲獎       | 閃靈、何韻詩〈烏牛欄大護法(望天版)〉 | 提名 |

其他重要獎項
| 年份   | 頒獎典禮                           | 獎項                                                               |
| ------ | ---------------------------------- | ------------------------------------------------------------------ |
| 1994年 | 第十三屆新秀歌唱大賽               | （蒙特利爾區選拔賽）- 第三名                                       |
| 1994年 | 新秀歌唱大賽                       | （多倫多東區選拔賽）- 最佳台風獎                                   |
| 1996年 | 第十五屆新秀歌唱大賽               | 冠軍                                                               |
| 2001年 | 叱吒樂壇流行榜頒獎典禮             | 叱吒樂壇生力軍女歌手金獎                                           |
| 2001年 | 十大勁歌金曲頒獎典禮               | 最受歡迎女新人：金獎                                               |
| 2001年 | 新城勁爆頒獎禮                     | 新城勁爆新登場女歌手                                               |
| 2001年 | 十大中文金曲頒獎典禮               | 最有前途新人獎 - 女歌手：銀獎                                      |
| 2002年 | 叱吒樂壇流行榜頒獎典禮             | 叱吒樂壇女歌手銅獎                                                 |
| 2002年 | 叱吒樂壇流行榜頒獎典禮             | 專業推介 叱吒十大：第九位〈再見露絲瑪莉〉                          |
| 2002年 | 十大勁歌金曲頒獎典禮               | 最受歡迎網上金曲獎：銀獎〈再見露絲瑪莉〉                           |
| 2002年 | 十大勁歌金曲頒獎典禮               | 最受歡迎唱作歌星：銅獎                                             |
| 2002年 | 新城勁爆頒獎禮                     | 新城勁爆歌曲：〈天使藍〉                                           |
| 2002年 | 十大中文金曲頒獎典禮               | 飛躍大獎女歌手：銀獎                                               |
| 2002年 | Cash金帆音樂獎頒獎典禮             | 最佳女歌手演繹獎：〈天使藍〉                                       |
| 2002年 | 四台聯頒音樂大獎                   | 卓越表現大獎：銀獎                                                 |
| 2003年 | 新城勁爆頒獎禮                     | 新城勁爆歌曲：〈沙〉                                               |
| 2003年 | 十大中文金曲頒獎典禮               | 飛躍大獎女歌手：銅獎                                               |
| 2003年 | 四台聯頒音樂大獎                   | 卓越表現大獎：銅獎                                                 |
| 2004年 | 新城勁爆頒獎禮                     | 新城勁爆歌曲：〈艷光四射〉                                         |
| 2004年 | 新城勁爆頒獎禮                     | 新城勁爆原創歌曲：〈艷光四射〉                                     |
| 2005年 | 叱吒樂壇流行榜頒獎典禮             | 叱吒樂壇女歌手銀獎                                                 |
| 2005年 | 十大勁歌金曲頒獎典禮               | 十大勁歌金曲：〈勞斯．萊斯〉                                       |
| 2005年 | 十大勁歌金曲頒獎典禮               | 傑出表現獎：金獎                                                   |
| 2005年 | 新城勁爆頒獎禮                     | 新城勁爆歌曲：〈化蝶〉                                             |
| 2005年 | 新城勁爆頒獎禮                     | 新城勁爆女歌手                                                     |
| 2005年 | 新城勁爆頒獎禮                     | 新城勁爆創作歌手                                                   |
| 2005年 | 十大中文金曲頒獎典禮               | 優秀流行歌手大獎                                                   |
| 2005年 | 十大中文金曲頒獎典禮               | 全年最佳進步獎                                                     |
| 2005年 | IFPI香港唱片銷量大獎               | 十大銷量本地歌手                                                   |
| 2005年 | RoadShow至尊音樂頒獎禮             | RoadShow至尊歌曲：〈化蝶〉                                         |
| 2005年 | RoadShow至尊音樂頒獎禮             | RoadShow至尊女歌手                                                 |
| 2006年 | 叱吒樂壇流行榜頒獎典禮             | 叱吒樂壇女歌手金獎                                                 |
| 2006年 | 叱吒樂壇流行榜頒獎典禮             | 專業推介 叱吒十大：第五位〈光明會〉                                |
| 2006年 | 十大勁歌金曲頒獎典禮               | 十大勁歌金曲：〈光明會〉                                           |
| 2006年 | 新城國語力頒獎禮                   | 新城國語力歌曲:〈忘了你是你〉                                      |
| 2006年 | 新城勁爆頒獎禮                     | 新城勁爆歌曲：〈光明會〉                                           |
| 2006年 | 新城勁爆頒獎禮                     | 新城勁爆原創廣告歌曲：〈光明會〉                                   |
| 2006年 | 新城勁爆頒獎禮                     | 新城勁爆女歌手                                                     |
| 2006年 | 新城勁爆頒獎禮                     | 新城勁爆全球舞台歌手                                               |
| 2006年 | 十大中文金曲頒獎典禮               | 優秀流行歌手大獎                                                   |
| 2006年 | TVB8金曲榜頒獎典禮                 | TVB8金曲榜金曲獎：〈忘了你是你〉                                   |
| 2006年 | IFPI香港唱片銷量大獎               | 十大銷量本地歌手                                                   |
| 2006年 | 第六屆國語音樂傳媒大獎             | 最佳粤语女歌手                                                     |
| 2006年 | RoadShow至尊音樂頒獎禮             | RoadShow至尊歌曲：〈光明會〉                                       |
| 2006年 | RoadShow至尊音樂頒獎禮             | RoadShow至尊女歌手                                                 |
| 2006年 | 超級盛典頒獎禮                     | 港台最具風格女歌手獎：〈光明會〉                                   |
| 2007年 | 叱吒樂壇流行榜頒獎典禮             | 叱吒樂壇女歌手銀獎                                                 |
| 2007年 | 叱吒樂壇流行榜頒獎典禮             | 專業推介 叱吒十大：第五位〈木紋〉                                  |
| 2007年 | 十大勁歌金曲頒獎典禮               | 十大勁歌金曲：〈木紋〉                                             |
| 2007年 | 新城國語力頒獎禮                   | 新城國語力歌曲:〈傷城秘密〉                                        |
| 2007年 | 新城勁爆頒獎禮                     | 新城勁爆歌曲：〈木紋〉                                             |
| 2007年 | 新城勁爆頒獎禮                     | 新城勁爆創作大碟：《What Really Matters》                          |
| 2007年 | 新城勁爆頒獎禮                     | 新城勁爆女歌手                                                     |
| 2007年 | TVB8金曲榜頒獎典禮                 | TVB8金曲榜金曲獎：〈木紋〉                                         |
| 2007年 | IFPI香港唱片銷量大獎               | 十大銷量本地歌手                                                   |
| 2007年 | IFPI香港唱片銷量大獎               | 十大銷量本地專輯：《Hocc Live In Unity 2006》                      |
| 2007年 | RoadShow至尊音樂頒獎禮             | RoadShow至尊創作歌手                                               |
| 2007年 | RoadShow至尊音樂頒獎禮             | RoadShow至尊歌曲：〈木紋〉                                         |
| 2007年 | RoadShow至尊音樂頒獎禮             | RoadShow至尊女歌手                                                 |
| 2007年 | 鹿特丹國際電影節                   | 「最佳劇情短片獎」：〈大紅袍〉                                     |
| 2008年 | 十大勁歌金曲頒獎典禮               | 十大勁歌金曲：〈韻律泳〉                                           |
| 2008年 | 新城國語力頒獎禮                   | 新城國語力歌曲：〈木紋〉                                           |
| 2008年 | 新城國語力頒獎禮                   | 新城國語力熱爆K歌：〈木紋〉                                        |
| 2008年 | 新城國語力頒獎禮                   | 新城國語力女歌手                                                   |
| 2008年 | 新城勁爆頒獎禮                     | 新城勁爆歌曲：〈青山黛瑪〉                                         |
| 2008年 | 新城勁爆頒獎禮                     | 新城勁爆創作大碟：《Ten Days In The Madhouse》                     |
| 2008年 | 新城勁爆頒獎禮                     | 新城勁爆演繹大獎                                                   |
| 2008年 | 新城勁爆頒獎禮                     | 新城勁爆女歌手                                                     |
| 2008年 | IFPI香港唱片銷量大獎               | 十大銷量本地歌手                                                   |
| 2008年 | IFPI香港唱片銷量大獎               | 十大銷量本地唱片：《Goomusic Collection 2004-2008》                |
| 2009年 | 新城勁爆頒獎禮                     | 新城勁爆創作大碟：《Heroes 》                                      |
| 2009年 | 叱吒樂壇流行榜頒獎典禮             | 專業推介 叱吒十大：第十位〈妮歌〉                                  |
| 2009年 | 十大勁歌金曲頒獎典禮               | 十大勁歌金曲：〈金剛經〉                                           |
| 2009年 | IFPI香港唱片銷量大獎               | 十大銷量本地歌手                                                   |
| 2009年 | 第九屆國語音樂傳媒大獎             | 評審團專業致敬年度大獎 ：《Ten Days In The Madhouse》              |
| 2009年 | 香港Time Out                       | 香港二十大本地音樂人：12                                           |
| 2010年 | 新城國語力頒獎禮                   | 優秀演繹獎                                                         |
| 2010年 | 新城國語力頒獎禮                   | 新城國語力躍進歌手                                                 |
| 2010年 | 新城國語力頒獎禮                   | 新城國語力歌曲：〈詩與胡說〉                                       |
| 2010年 | 新城勁爆頒獎禮                     | 新城勁爆女歌手                                                     |
| 2010年 | 新城勁爆頒獎禮                     | 新城勁爆專輯（華語）：《無名·詩》                                  |
| 2010年 | 新城勁爆頒獎禮                     | 新城勁爆國語歌曲獎：〈詩與胡說〉                                   |
| 2010年 | TVB8金曲榜頒獎典禮                 | TVB8金曲榜金曲獎：〈詩與胡說〉                                     |
| 2010年 | IFPI香港唱片銷量大獎               | 最高銷量國語唱片：《無名·詩》                                      |
| 2010年 | IFPI香港唱片銷量大獎               | 十大銷量國語唱片：《無名·詩》                                      |
| 2010年 | IFPI香港唱片銷量大獎               | 十大銷量本地歌手                                                   |
| 2011年 | 第十一屆國語音樂傳媒大獎           | 百家傳媒年度最受矚目歌曲：<詩與胡說>                               |
| 2011年 | 中華音樂人交流協會                 | 十大單曲：〈無名〉                                                 |
| 2011年 | TVB8金曲榜頒獎典禮                 | TVB8金曲榜金曲獎：〈青空〉                                         |
| 2011年 | 新城勁爆頒獎禮                     | 新城勁爆歌曲：〈痴情司〉                                           |
| 2011年 | 新城勁爆頒獎禮                     | 新城勁爆我最欣賞女歌手                                             |
| 2011年 | 叱咤樂壇流行榜頒獎典禮             | 叱咤樂壇女歌手 銅獎                                                |
| 2011年 | IFPI香港唱片銷量大獎               | 十大銷量本地唱片：《Awakening》                                    |
| 2011年 | IFPI香港唱片銷量大獎               | 十大銷量本地歌手                                                   |
| 2011年 | 2011年度廣州雪碧音樂榜             | 港台金曲獎：〈青空〉                                               |
| 2011年 | 2011年度廣州雪碧音樂榜             | 最佳女歌手 (香港地區)                                              |
| 2012年 | 第十二屆華語音樂傳媒大獎           | 百家傳媒年度最受矚目專輯《Awakening》                              |
| 2012年 | 2012華語金曲獎                     | 最佳粵語女歌手                                                     |
| 2012年 | 2012華語金曲獎                     | 十大華語唱片: 《Awakening》                                        |
| 2012年 | 2012華語金曲獎                     | 十大華語金曲: 〈癡情司〉                                           |
| 2012年 | 2012華語金曲獎                     | 我最喜愛的唱作歌手                                                 |
| 2012年 | 2012華語金曲獎                     | 年度舞台大獎                                                       |
| 2012年 | IFPI香港唱片銷量大獎               | 十大最暢銷本地現場錄製音像出品: 《賈寶玉製作全紀錄：夢－還沒有完》 |
| 2012年 | IFPI香港唱片銷量大獎               | 十大銷量本地歌手                                                   |
| 2013年 | 新城國語力頒獎禮                   | 新城國語力亞洲歌手                                                 |
| 2013年 | 新城國語力頒獎禮                   | 新城國語力歌曲：〈The Science of Crying (眼淚教我的事)〉           |
| 2013年 | 第18屆新加坡金曲獎                 | 全方位藝人大獎（女藝人）                                           |
| 2013年 | 第18屆新加坡金曲獎                 | 區域傑出歌手獎 (香港)                                              |
| 2013年 | 叱咤樂壇流行榜頒獎典禮             | 叱咤樂壇我最喜愛的女歌手                                           |
| 2013年 | IFPI香港唱片銷量大獎               | 全年最高銷量國語大碟: 《共存Coexistence》                          |
| 2013年 | IFPI香港唱片銷量大獎               | 十大銷量國語大碟: 《共存Coexistence》                              |
| 2013年 | IFPI香港唱片銷量大獎               | 十大銷量國語大碟: 《無臉人》                                       |
| 2013年 | IFPI香港唱片銷量大獎               | 十大銷量廣東大碟: 《Recollections》                                |
| 2013年 | IFPI香港唱片銷量大獎               | 十大銷量本地歌手                                                   |
| 2014年 | 叱咤樂壇流行榜頒獎典禮             | 叱咤樂壇我最喜愛的歌曲大獎：《撐起雨傘》                           |
| 2014年 | IFPI香港唱片銷量大獎               | 最暢銷本地現場錄製音像出品: 《Memento 何韻詩演唱會2013》           |
| 2014年 | IFPI香港唱片銷量大獎               | 十大銷量本地歌手                                                   |
| 2016年 | 毛記電視第一屆十大勁曲金曲分獎典禮 | 十大勁曲金曲獎第三位：《明張目膽》                                 |
| 2016年 | 毛記電視第一屆十大勁曲金曲分獎典禮 | 一台聯頒音樂大獎                                                   |

### 戲劇類
| 年份   | 頒獎典禮                   | 獎項           | 作品           | 角色            | 結果 |
| ------ | -------------------------- | -------------- | -------------- | --------------- | ---- |
| 2010年 | 第29屆香港電影金像獎       | 最佳女配角     | 《游龍戲鳳》   | 郭小姐（Jo）    | 提名 |
| 2010年 | 萬千星輝頒獎典禮2010       | 最佳女配角     | 《女王辦公室》 | 繆惜之（Music） | 提名 |
| 2012年 | 第12屆华语电影传媒大奖     | 最佳女配角     | 《奪命金》     | Teresa Chan     | 獲獎 |
| 2012年 | 第18屆香港電影評論學會大獎 | 最佳女演員     | 《奪命金》     | Teresa Chan     | 提名 |
| 2012年 | 第11届中国长春电影节       | 最佳女主角     | 《奪命金》     | Teresa Chan     | 提名 |
| 2012年 | 第49屆金馬獎               | 最佳女主角     | 《奪命金》     | Teresa Chan     | 提名 |
| 2012年 | 第55屆亞太影展             | 最佳女配角     | 《奪命金》     | Teresa Chan     | 提名 |
| 2013年 | 壹戲劇大賞                 | 年度新銳女演員 | 《賈寶玉》     | 賈寶玉          | 獲獎 |

### 其他
| 年份   | 頒獎典禮                 | 獎項                                 |
| ------ | ------------------------ | ------------------------------------ |
| 2010年 | 第29屆香港電影金像獎     | 典禮最佳衣著獎                       |
| 2011年 | 香港時裝設計師協會       | 2011年十大傑出衣著人士獎             |
| 2011年 | 明報周刊演藝動力大獎     | 愛心動力大獎2011                     |
| 2012年 | 2012深港生活大獎頒獎典禮 | 2012深港生活大獎：「年度風尚人物獎」 |
| 2014年 | 第二屆高登男神票選       | 男神榜：殿軍(第四名)                 |

## 相關研究文獻
- Eva Cheuk Yin Li《Desiring Queer, Negotiating Normal: Denise Ho (HOCC) Fandom before and after the Coming-out》（收錄於《Boys' Love, Cosplay, and Androgynous Idols: Queer Fan Cultures in Mainland China, Hong Kong, and Taiwan》，香港大學出版社，2017，ISBN：9789888390809）

## 外部連結
- HOCC Goomusic 官方網站 （页面存档备份，存于）
- YouTube上的何韻詩頻道
- HOCC BlogTV 網上直播室
- HOCC的Facebook專頁
- HOCC Goomusic的Facebook專頁
- 何韻詩慈善基金的Facebook專頁
- 何韻詩的X（前Twitter）
- 何韻詩的Instagram帳戶
- HOCC Goomusic的Instagram帳戶
- 何韻詩的Plurk專頁
- HOCC Google+（页面存档备份，存于）
- HOCC 相片集（页面存档备份，存于）
- 何韻詩在互联网电影资料库（IMDb）上的資料（英文）
- 在AllMovie上何韻詩的頁面（英文）
- 何韻詩在香港影庫上的簡介
- 何韻詩在时光网上的簡介（简体中文）